# Torno
Este artículo se refiere a los tornos utilizados en la industria metalúrgica para el mecanizado de metales. Para otros tipos de tornos y para otras acepciones de esta palabra, véase Torno (desambiguación)

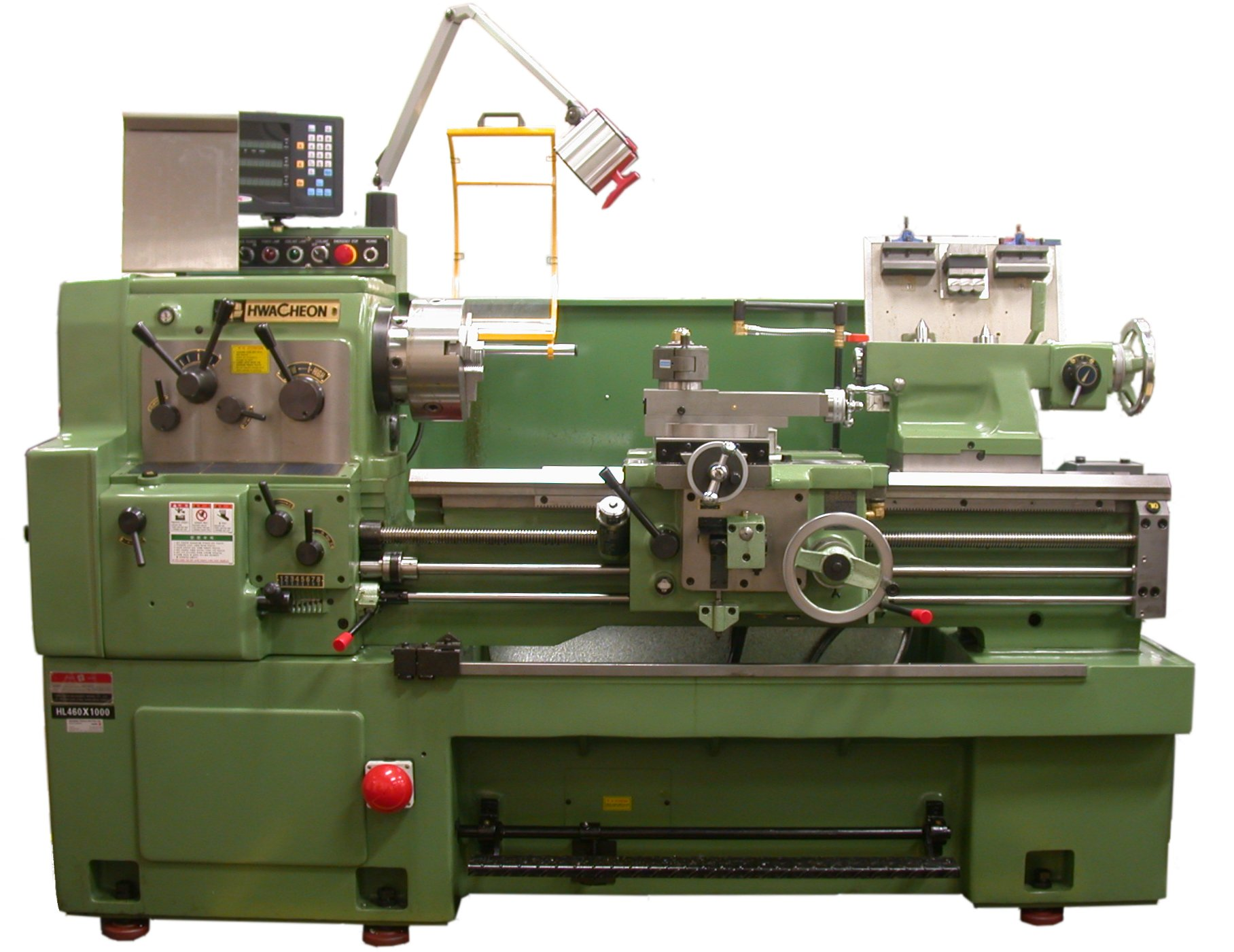
Torno paralelo moderno

Se denomina torno (del latín tornus, y este del griego τόρνος ‘giro’ ‘vuelta’) a un conjunto de máquinas y herramientas que permiten mecanizar, roscar, cortar, agujerear, cilindrar, desbastar y ranurar piezas de forma geométrica por revolución. Estas máquinas-herramienta operan haciendo girar la pieza a mecanizar (sujeta en el cabezal o también llamado chuck fijada entre los puntos de centraje) mientras una o varias herramientas de corte son empujadas en un movimiento regulado de avance contra la superficie de la pieza, cortando la viruta de acuerdo con las condiciones tecnológicas de mecanizado adecuadas. Desde el inicio de la Revolución industrial, el torno se ha convertido en una máquina básica importante en el proceso industrial de mecanizado.
La herramienta de corte va montada sobre un carro que se desplaza sobre unas guías o rieles paralelos al eje de giro de la pieza que se tornea, llamado eje x; sobre este carro hay otro que se mueve según el eje z, en dirección radial a la pieza que se tornea, y puede haber un tercer carro llamado charriot que se puede inclinar, para hacer conos, y donde se apoya la torreta portaherramientas. Cuando el carro principal desplaza la herramienta a lo largo del eje de rotación, produce el cilindrado de la pieza, y cuando el carro transversal se desplaza de forma perpendicular al eje de simetría de la pieza se realiza la operación denominada refrentado.
Los tornos copiadores, automáticos y de control numérico llevan sistemas que permiten trabajar a los dos carros de forma simultánea, consiguiendo cilindrados cónicos y esféricos. En el caso de los tornos paralelos, llevan montado un tercer carro, de accionamiento manual y giratorio, llamado charriot, sujeto al carro transversal. Con el charriot inclinado a los grados necesarios es posible mecanizar conos. Encima del charriot va fijada la torreta portaherramientas.
Los materiales con los que se pueden mecanizar piezas en los tornos, pueden ser diversos, desde el acero y el hierro de fundición entre los de mayor dureza; el bronce y el latón, más blandos; alcanzando a tornear hasta los más plásticos como el nailon y el grilón, por ejemplo.

## Historia

### Tornos antiguos
La existencia de tornos está atestiguada desde al menos el año 850 a. C. La imagen más antigua conocida se conserva en la tumba de un sumo sacerdote egipcio llamado Petosiris (siglo IV a. C.).

Durante siglos los tornos funcionaron según el sistema de «arco de violín». En el siglo XIII se inventó el torno de pedal y pértiga flexible, que tenía la ventaja de ser accionado con el pie en vez de con las manos, con lo cual estas quedaban libres para otras tareas. En el siglo XV surgieron otras dos mejoras: la transmisión por correa y el mecanismo de biela-manivela.

### Tornos mecánicos

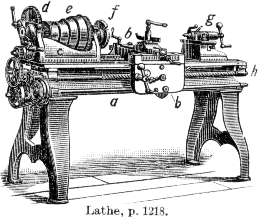
Torno paralelo de 1911, cuyas piezas mostradas son:
a. Bancada
b. Carro
c. Cabezal
d. Rueda de retroceso
e. Polea de conos para la transmisión desde una fuente externa de energía
f. Plato
g. Cigüeña
h. Husillo

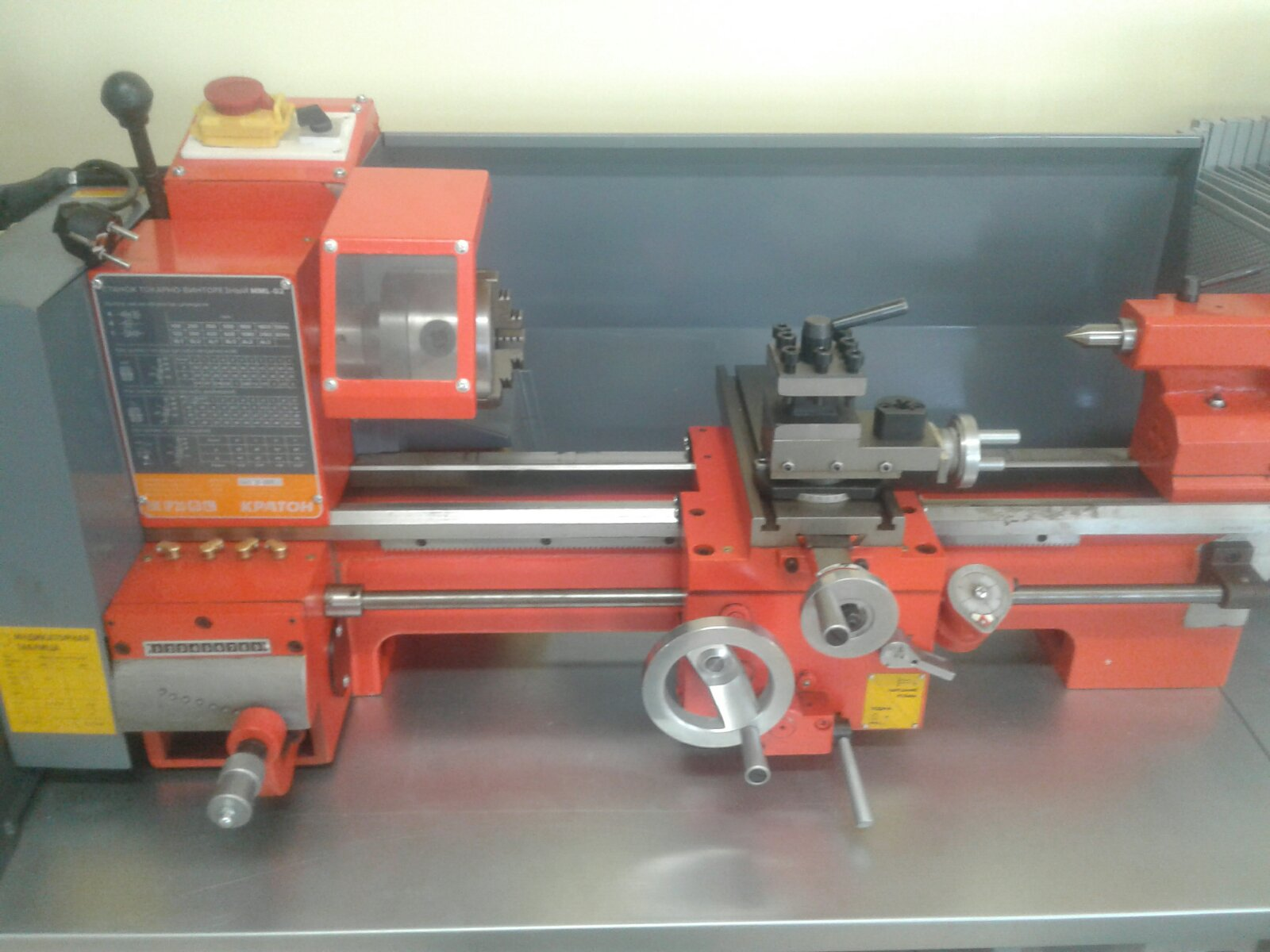
Torno de metal en un taller escolar

Al comenzar la Revolución industrial en Inglaterra, durante el siglo XVII, se desarrollaron tornos capaces de dar forma a una pieza metálica. El desarrollo del torno pesado industrial para metales en el siglo XVIII hizo posible la producción en serie de piezas de precisión:
- año 1751: Jacques de Vaucanson construye un torno con portaherramientas deslizante.
- hacia 1797: Henry Maudslay y David Wilkinson mejoran el invento de Vaucanson permitiendo que la herramienta de corte pueda avanzar con velocidad constante.
- 1820: Thomas Blanchard inventa el torno copiador.
- años 1840: desarrollo del torno revólver.

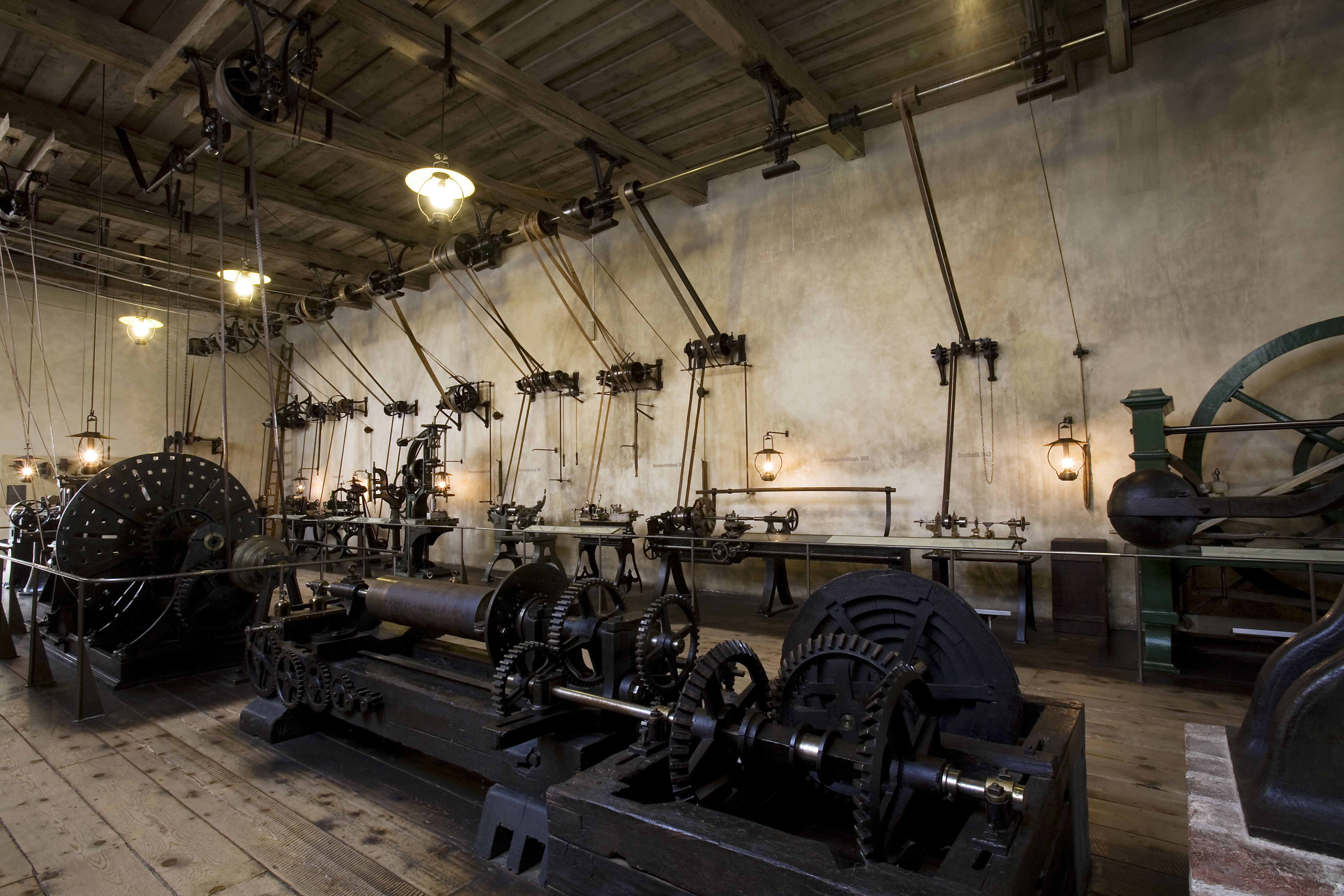
Una serie de antiguos tornos propulsados un motor central a través de correas

En 1833, Joseph Whitworth se instaló por su cuenta en Mánchester. Sus diseños y realizaciones influyeron de manera fundamental en otros fabricantes de la época. En 1839 patentó un torno paralelo para cilindrar y roscar con bancada de guías planas y carro transversal automático, que tuvo una gran aceptación. Dos tornos que llevan incorporados elementos de sus patentes se conservan en la actualidad. Uno de ellos, construido en 1843, se conserva en el Science Museum de Londres. El otro, construido en 1850, se conserva en el Birmingham Museum.En 1850 se ubicó en la Ferrería de San Blas de Sabero, León, fábrica de hierro perteneciente a la Sociedad Palentina-Leonesa de Minas, un torno para tornear los cilindros de laminación de los trenes laminadores, actualmente está expuesto en el Museo de la Siderurgia y Minería de Castilla - León en Sabero en el mismo lugar donde se ubicó hace más de 160 años.
Pero en 1839 fue J. G. Bodmer quien tuvo la idea de construir tornos verticales. A finales del siglo XIX, este tipo de tornos eran fabricados en distintos tamaños y pesos. El diseño y patente en 1890 de la caja de Norton, incorporada a los tornos paralelos, dio solución al cambio manual de engranajes para fijar los pasos de las piezas a roscar.

### Introducción del control numérico por computadora

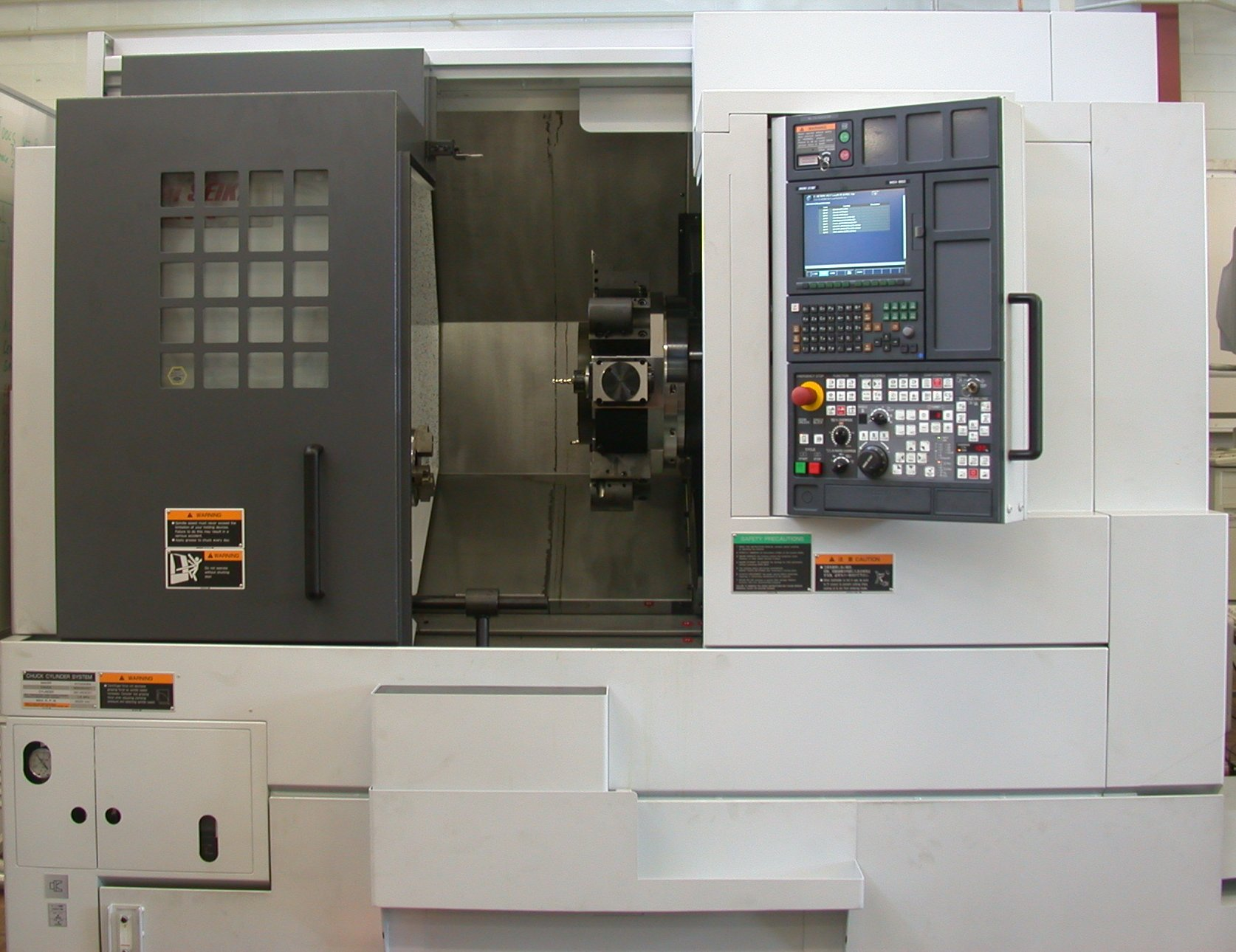
Torno moderno de control numérico

El torno de control numérico es un ejemplo de automatización programable. Se diseñó para adaptar las variaciones en la configuración de los productos. Su principal aplicación se centra en volúmenes de producción medios de piezas sencillas y en volúmenes de producción medios y bajos de piezas complejas. Uno de los ejemplos más importantes de automatización programable es el control numérico en la fabricación de partes metálicas. El control numérico (CN) es una forma de automatización programable en la cual el equipo de procesado se controla a través de números, letras y otros símbolos. Estos números, letras y símbolos están codificados en un formato apropiado para definir un programa de instrucciones para desarrollar una tarea concreta. Cuando la tarea en cuestión cambia, se cambia el programa de instrucciones. La capacidad de cambiar el programa hace que el CN sea apropiado para volúmenes de producción bajos o medios, dado que es más fácil escribir nuevos programas que realizar cambios en los equipos de procesado.
El primer desarrollo en el área del control numérico lo realizó el inventor estadounidense John T. Parsons (Detroit, 1913-2007), junto con su empleado Frank L. Stulen, en la década de 1940. El concepto de control numérico implicaba el uso de datos en un sistema de referencia para definir las superficies de contorno de las hélices de un helicóptero.

## Tipos de tornos
Actualmente se utilizan en la industria del mecanizado varios tipos de tornos, cuya aplicación depende de la cantidad de piezas a mecanizar por serie, de la complejidad de las piezas y de la dureza de las piezas. 

### Torno paralelo

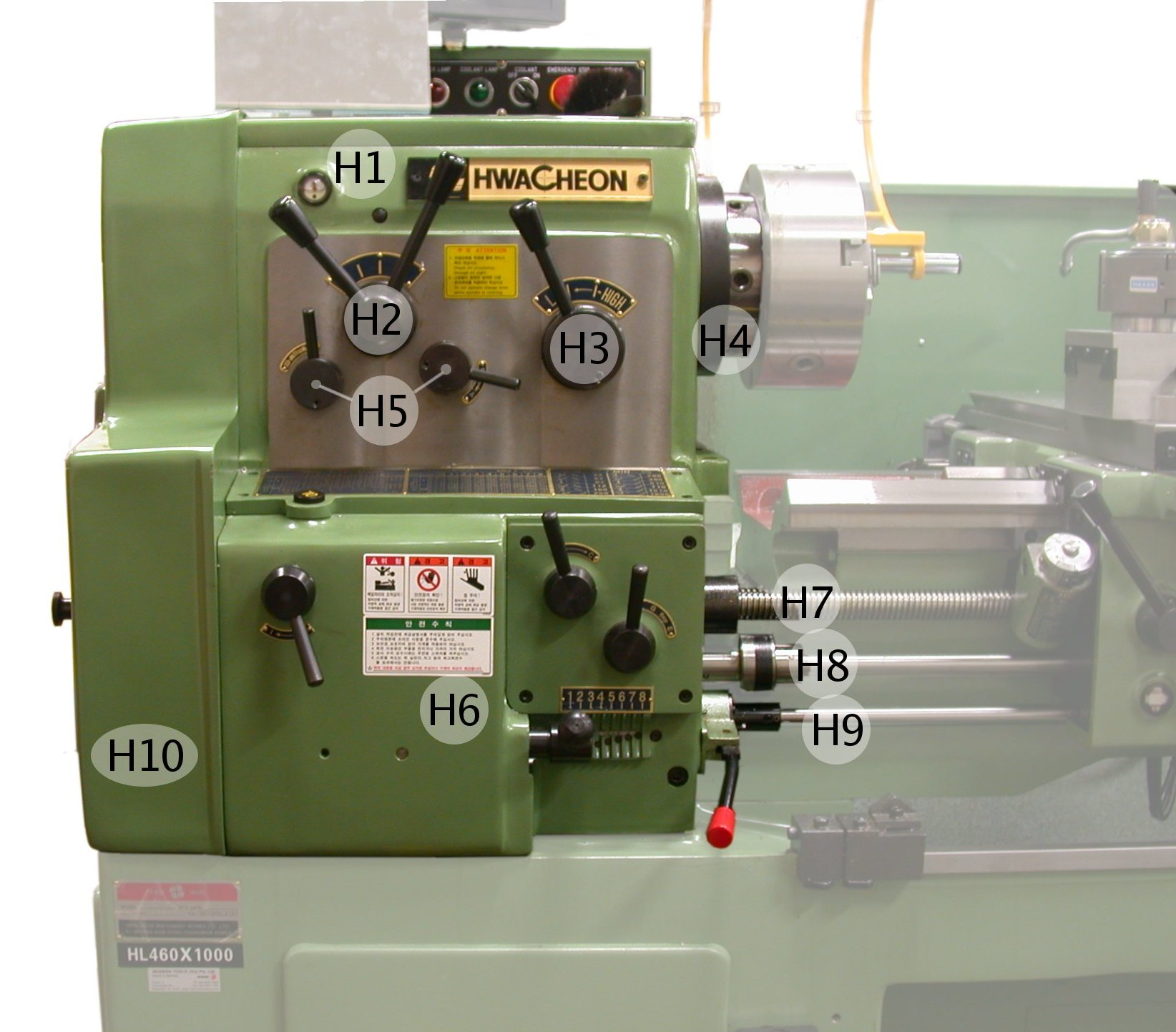
Caja de velocidades y avances de un torno paralelo

El torno paralelo o mecánico es el tipo de torno que evolucionó partiendo de los tornos antiguos cuando se le fueron incorporando nuevos equipamientos que lograron convertirlo en una de las máquinas herramientas más importante que han existido. Sin embargo, en la actualidad este tipo de torno está quedando relegado a realizar tareas poco importantes, a utilizarse en los talleres de aprendices y en los talleres de mantenimiento para realizar trabajos puntuales o especiales.
Para la fabricación en serie y de precisión han sido sustituidos por tornos copiadores, revólver, automáticos y de CNC. Para manejar bien estos tornos se requiere la pericia de profesionales muy bien cualificados, ya que el manejo manual de sus carros puede ocasionar errores, a menudo, en la geometría de las piezas torneadas.

### Torno copiador

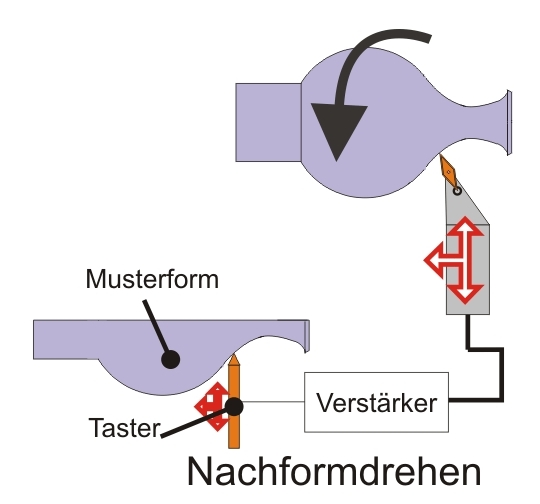
Esquema funcional de torno copiador

Se llama torno copiador a un tipo de torno que operando con un dispositivo hidráulico y electrónico permite el torneado de piezas de acuerdo a las características de la misma siguiendo el perfil de una plantilla que reproduce una réplica igual a la guía.
Este tipo de tornos se utiliza para el torneado de aquellas piezas que tienen diferentes escalones de diámetros, que han sido previamente forjadas o fundidas y que tienen poco material excedente. También son muy utilizados estos tornos en el trabajo de la madera y del mármol artístico para dar forma a las columnas embellecedoras. La preparación para el mecanizado en un torno copiador es muy sencilla y rápida y por eso estas máquinas son muy útiles para mecanizar lotes o series de piezas que no sean muy grandes.
Las condiciones tecnológicas del mecanizado son comunes a las de los demás tornos, solamente hay que prever una herramienta que permita bien la evacuación de la viruta y un sistema de lubricación y refrigeración eficaz del filo de corte de las herramientas mediante abundante aceite de corte o taladrina.

### Torno revólver

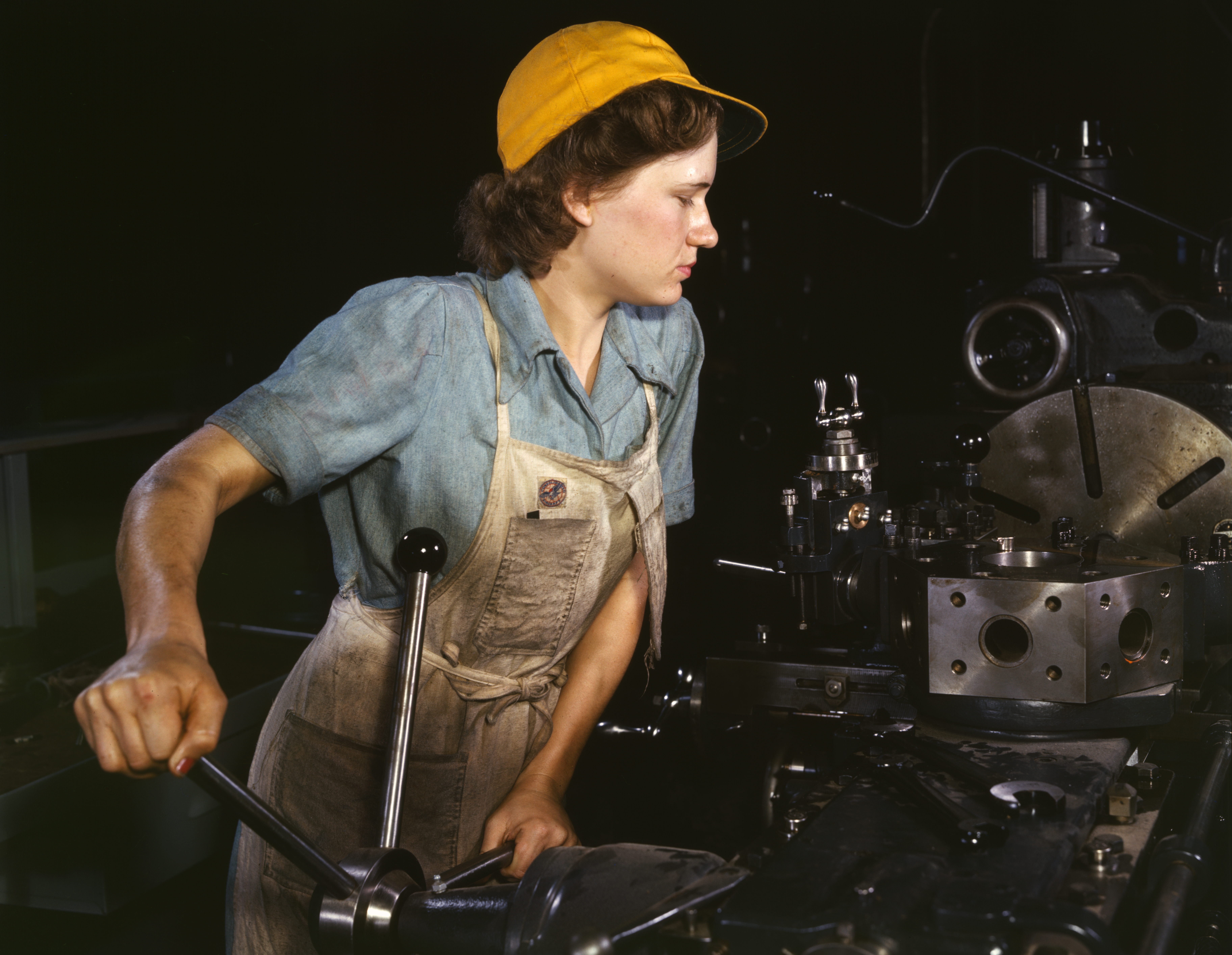
Operaria manejando un torno revólver

El torno revólver es una variedad de torno diseñado para mecanizar piezas sobre las que sea posible el trabajo simultáneo de varias herramientas con el fin de disminuir el tiempo total de mecanizado. Las piezas que presentan esa condición son aquellas que, partiendo de barras, tienen una forma final de casquillo o similar. Una vez que la barra queda bien sujeta mediante pinzas o con un plato de garras, se va taladrando, mandrilando, roscando o escariando la parte interior mecanizada y a la vez se puede ir cilindrando, refrentando, ranurando, roscando y cortando con herramientas de torneado exterior.
El torno revólver lleva un carro con una torreta giratoria en la que se insertan las diferentes herramientas que realizan el mecanizado de la pieza. También se pueden mecanizar piezas de forma individual, fijándolas a un plato de garras de accionamiento hidráulico.

### Torno automático
Se llama torno automático a un tipo de torno cuyo proceso de trabajo está enteramente automatizado. La alimentación de la barra necesaria para cada pieza se hace también de forma automática, a partir de una barra larga que se inserta por un tubo que tiene el cabezal y se sujeta mediante pinzas de apriete hidráulico. 
Estos tornos pueden ser de un solo husillo o de varios husillos: 
- Los de un solo husillo se emplean básicamente para el mecanizado de piezas pequeñas que requieran grandes series de producción.
- Cuando se trata de mecanizar piezas de dimensiones mayores se utilizan los tornos automáticos multihusillos donde de forma programada en cada husillo se va realizando una parte del mecanizado de la pieza. Como los husillos van cambiando de posición, el mecanizado final de la pieza resulta muy rápido porque todos los husillos mecanizan la misma pieza de forma simultánea.

La puesta a punto de estos tornos es muy laboriosa y por eso se utilizan principalmente para grandes series de producción. El movimiento de todas las herramientas está automatizado por un sistema de excéntricas y reguladores electrónicos que regulan el ciclo y los topes de final de carrera.
Un tipo de torno automático es el conocido como «cabezal móvil» o «tipo suizo» (Swiss type), en los que el desplazamiento axial viene dado por el cabezal del torno. En estas máquinas el cabezal retrocede con la pinza abierta, cierra pinza y va generando el movimiento de avance de la barra para mecanizar la pieza mientras las herramientas no se desplazan axialmente. Los tornos de cabezal móvil tienen también la peculiaridad de disponer de una luneta o cañón que guía la barra a la misma altura de las herramientas. Por este motivo es capaz de mecanizar piezas de gran longitud en comparación a su diámetro. El rango de diámetros de un torno de cabezal móvil llega actualmente a los 38 milímetros de diámetro de barra, aunque suelen ser máquinas de diámetros menores. Este tipo de tornos pueden funcionar con levas o CNC y son capaces de trabajar con tolerancias muy estrechas.

### Torno vertical

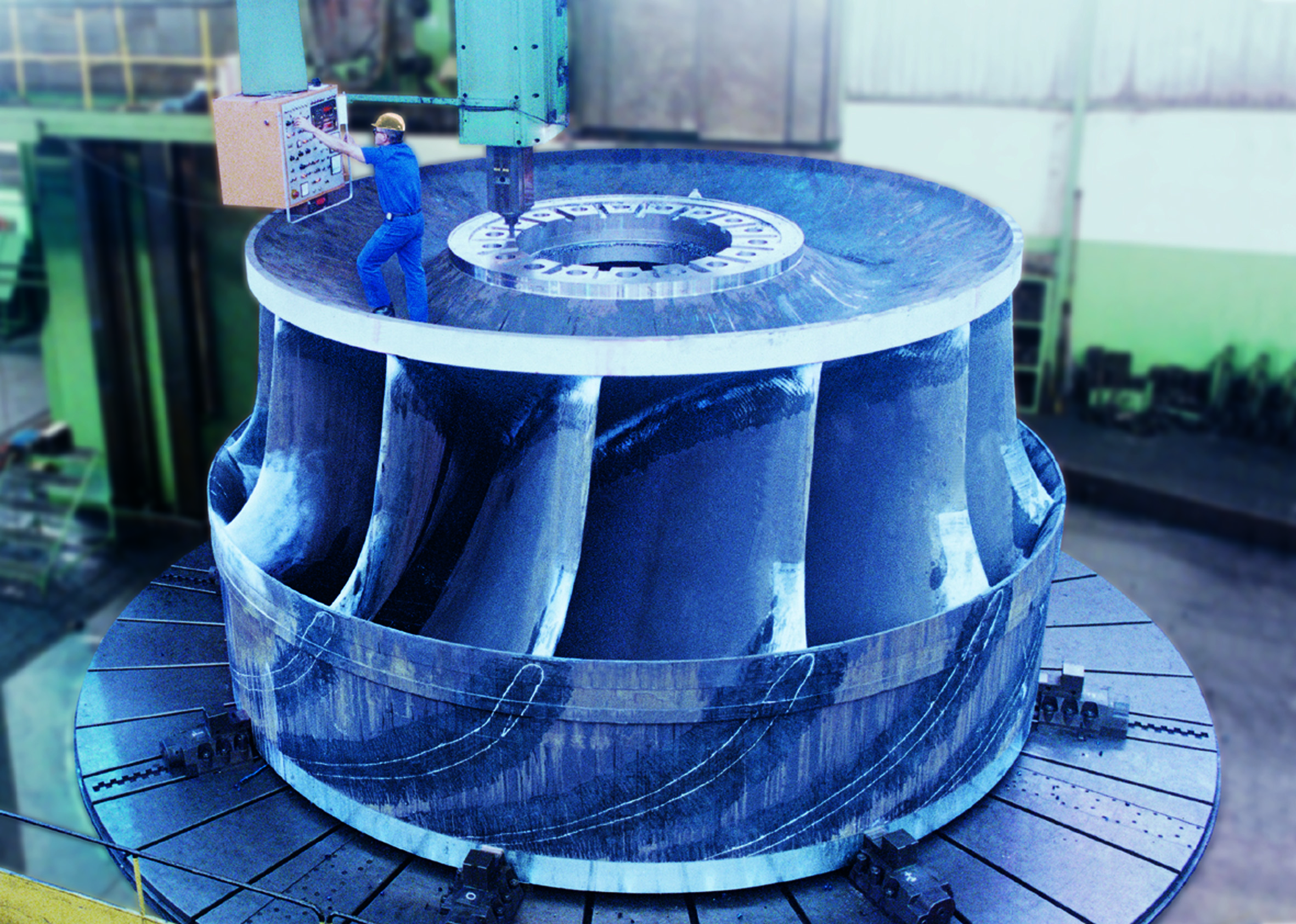
Torno vertical

El torno vertical es una variedad de torno, de eje vertical, diseñado para mecanizar piezas de gran tamaño, que van sujetas al plato de garras u otros operadores y que por sus dimensiones o peso harían difícil su fijación en un torno horizontal.
Los tornos verticales no tienen contrapunto sino que el único punto de sujeción de las piezas es el plato horizontal sobre el cual van apoyadas. La manipulación de las piezas para fijarlas en el plato se hace mediante grúas de puente o polipastos.

### Torno CNC

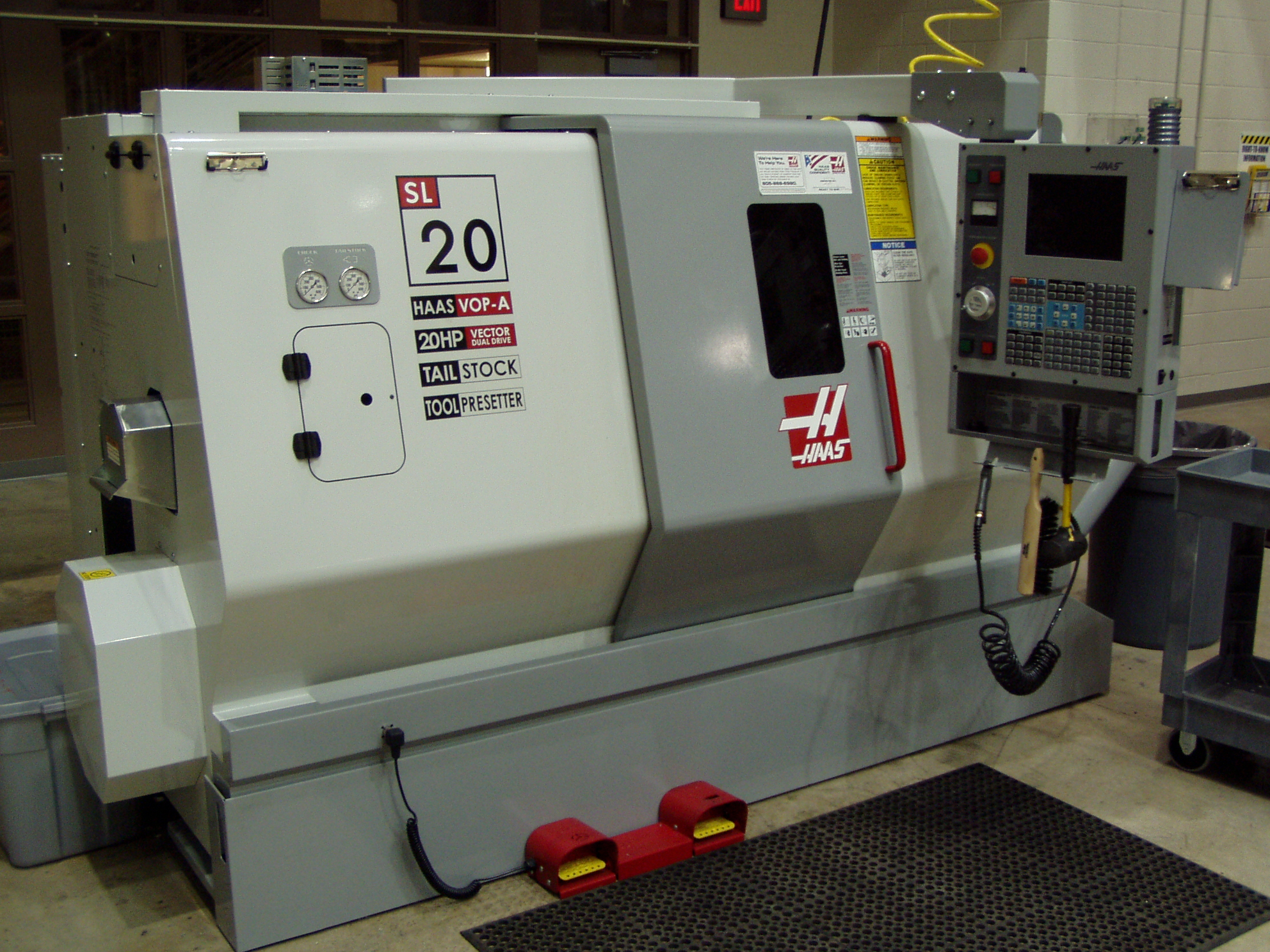
Torno CNC

El torno CNC es un torno dirigido por control numérico por computadora.
Ofrece una gran capacidad de producción y precisión en el mecanizado por su estructura funcional y la trayectoria de la herramienta de torneado es controlada por un ordenador que lleva incorporado, el cual procesa las órdenes de ejecución contenidas en un software que previamente ha confeccionado un programador conocedor de la tecnología de mecanizado en torno. Es una máquina que resulta rentable para el mecanizado de grandes series de piezas sencillas, sobre todo piezas de revolución, y permite mecanizar con precisión superficies curvas coordinando los movimientos axial y radial para el avance de la herramienta.

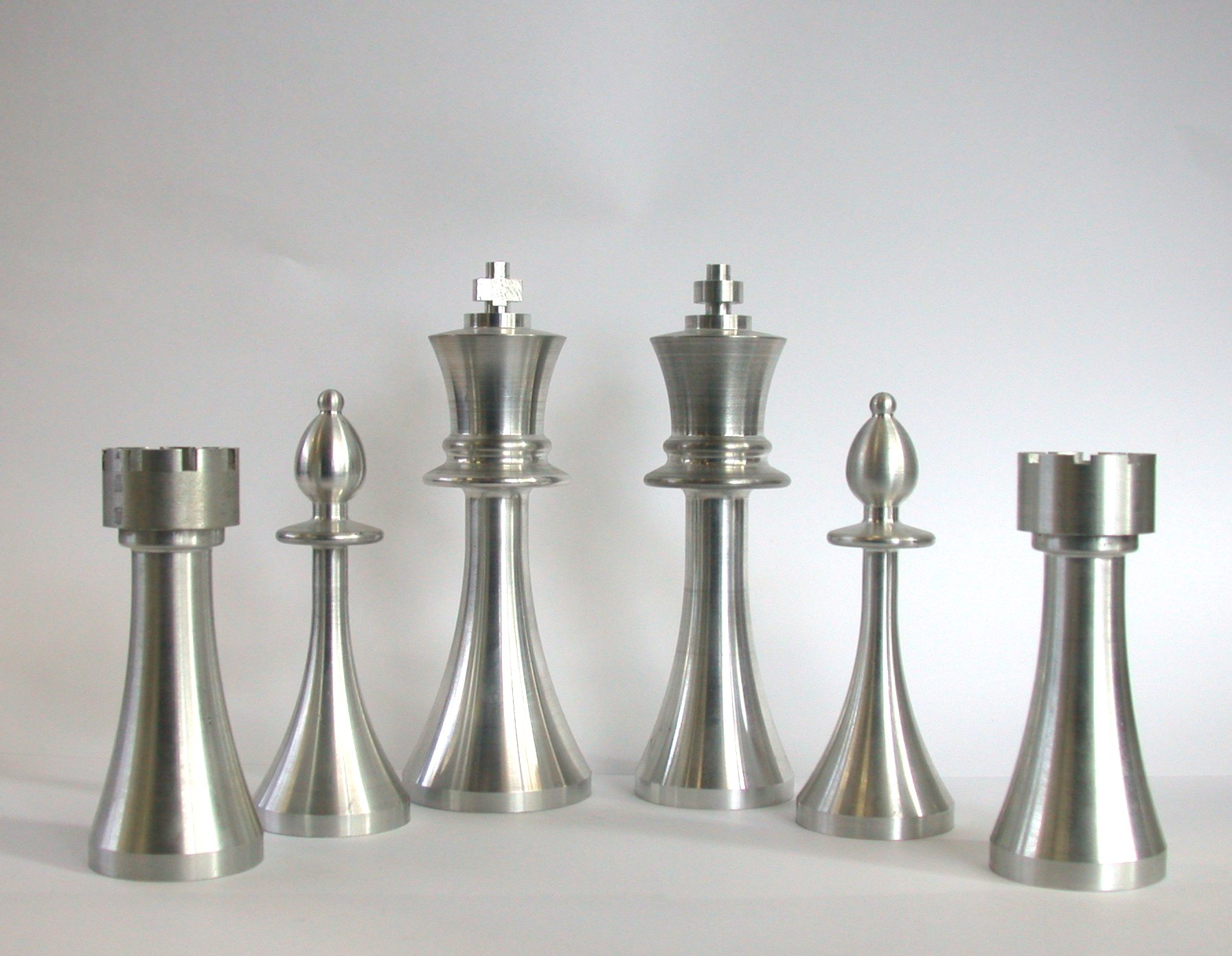
Piezas de ajedrez mecanizadas en un torno CNC

La velocidad de giro de cabezal portapiezas, el avance de los carros longitudinal y transversal y las cotas de ejecución de la pieza están programadas y, por tanto, exentas de fallos imputables al operario de la máquina.

### Otros tipos de tornos
Además de los tornos empleados en la industria mecánica, también se utilizan tornos para trabajar la madera, la ornamentación con mármol o granito. 
El nombre de torno se aplica también a otras máquinas rotatorias como por ejemplo el torno de alfarero o el torno dental. Estas máquinas tienen una aplicación y un principio de funcionamiento totalmente diferentes de las de los tornos descritos en este artículo.

## Estructura del torno

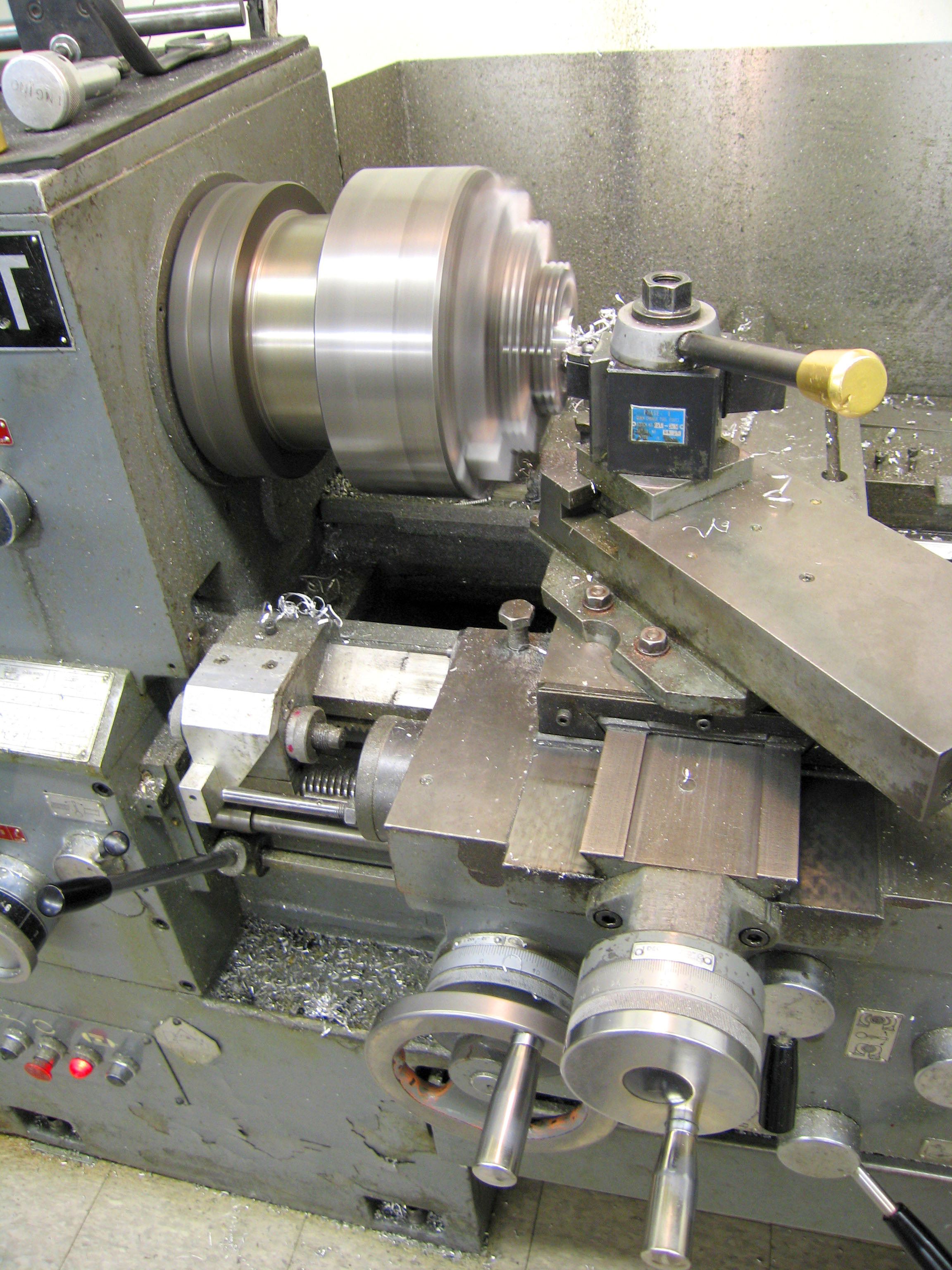
Torno paralelo en funcionamiento

El torno tiene cinco componentes principales:
- Bancada: sirve de soporte para las otras unidades del torno. En su parte superior lleva unas guías por las que se desplaza el cabezal móvil o contrapunto y el carro principal.

- Cabezal fijo: contiene los engranajes o poleas que impulsan la pieza de trabajo y las unidades de avance. Incluye el motor, el husillo, el selector de velocidad, el selector de unidad de avance y el selector de sentido de avance. Además sirve para soporte y rotación de la pieza de trabajo que se apoya en el husillo.

- Contrapunto: el contrapunto es el elemento que se utiliza para servir de apoyo y poder colocar las piezas que son torneadas entre puntos, así como otros elementos tales como portabrocas o brocas para hacer taladros en el centro de los ejes. Este contrapunto puede moverse y fijarse en diversas posiciones a lo largo de la bancada.

- Carro portátil: consta del carro principal, que produce los movimientos de la herramienta en dirección axial; y del carro transversal, que se desliza transversalmente sobre el carro principal en dirección radial. En los tornos paralelos hay además un carro superior orientable, formado a su vez por tres piezas: la base, el charriot y la torreta portaherramientas. Su base está apoyada sobre una plataforma giratoria para orientarlo en cualquier dirección.

- Cabezal giratorio o chuck: su función consiste en sujetar la pieza a mecanizar. Hay varios tipos, como el chuck independiente de cuatro mordazas o el universal, mayoritariamente empleado en el taller mecánico, al igual que hay chucks magnéticos y de seis mordazas.

## Equipo auxiliar

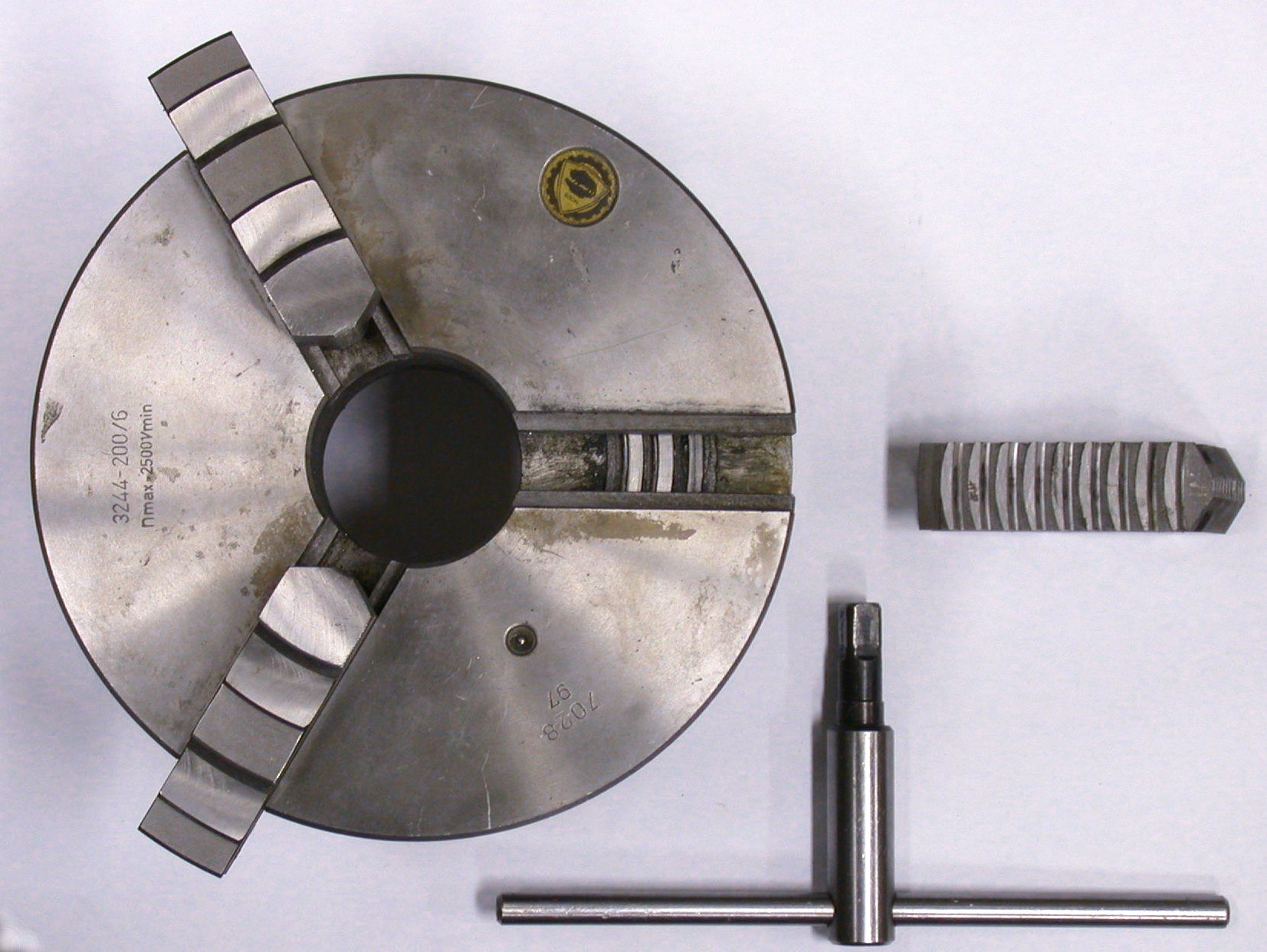
Plato de garras universal

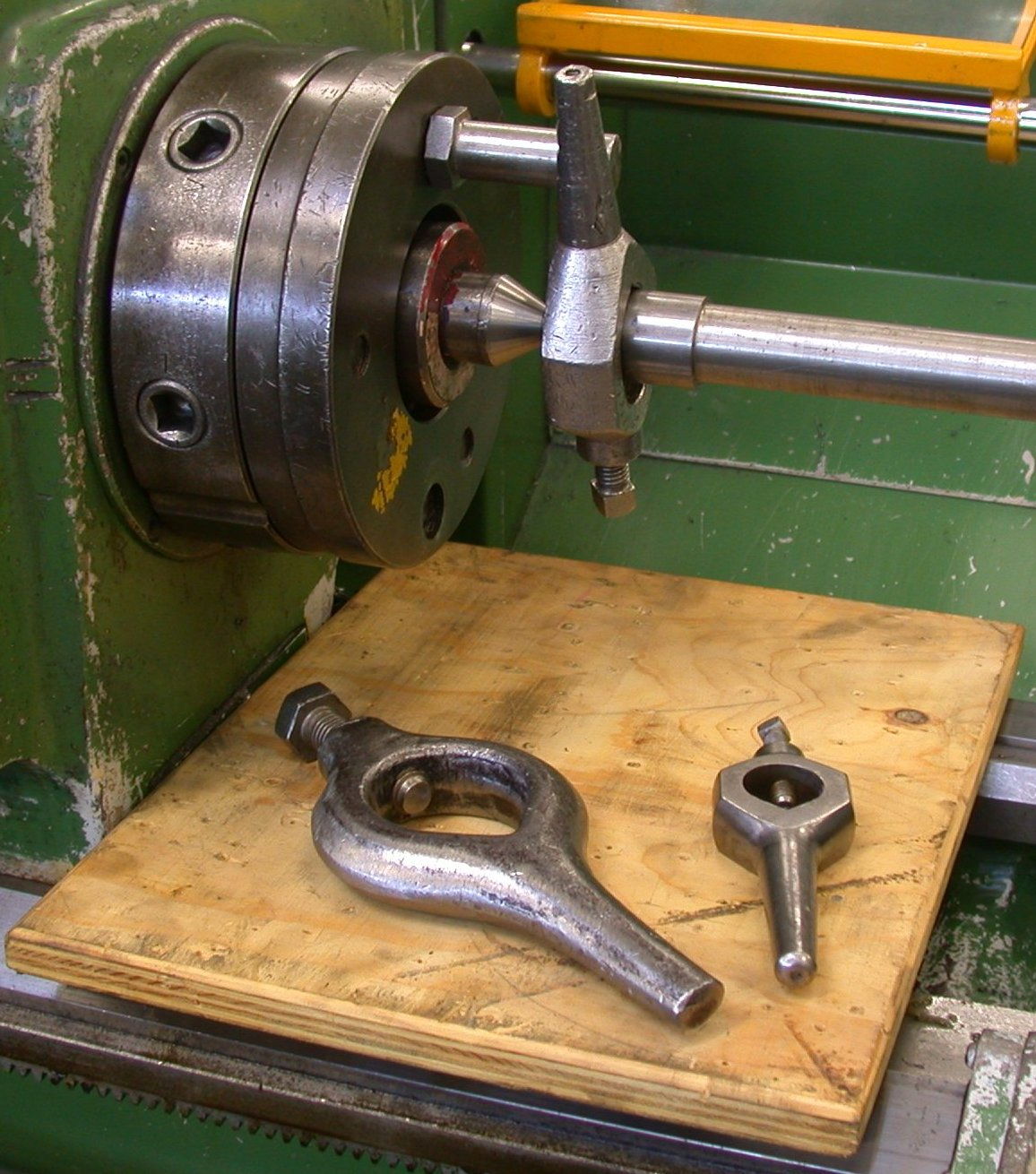
Plato y perno de arrastre

Se requieren ciertos accesorios, como sujetadores para la pieza de trabajo, soportes y portaherramientas. Algunos accesorios comunes incluyen:
- Plato de sujeción de garras universal: sujeta la pieza de trabajo en el cabezal y transmite el movimiento.
- Pinzas: sujeta la pieza de trabajo en el cabezal a través de una superficie ya acabada. Son mecanizadas para un diámetro específico no siendo válidas para otros.
- Centros o puntos: soportan la pieza de trabajo en el cabezal y en la contrapunta.
- Perno de arrastre: Se fija en el plato de torno y en la pieza de trabajo y le transmite el movimiento a la pieza cuando está montada entre centros.
- Soporte fijo o luneta fija: soporta el extremo extendido de la pieza de trabajo cuando no puede usarse la contrapunta.
- Soporte móvil o luneta móvil: se monta en el carro y permite soportar piezas de trabajo largas cerca del punto de corte.
- Torreta portaherramientas con alineación múltiple.
- Plato de arrastre :para amarrar piezas de difícil sujeción.
- Plato de garras independientes : tiene 4 garras que actúan de forma independiente unas de otra.

## Herramientas de torneado

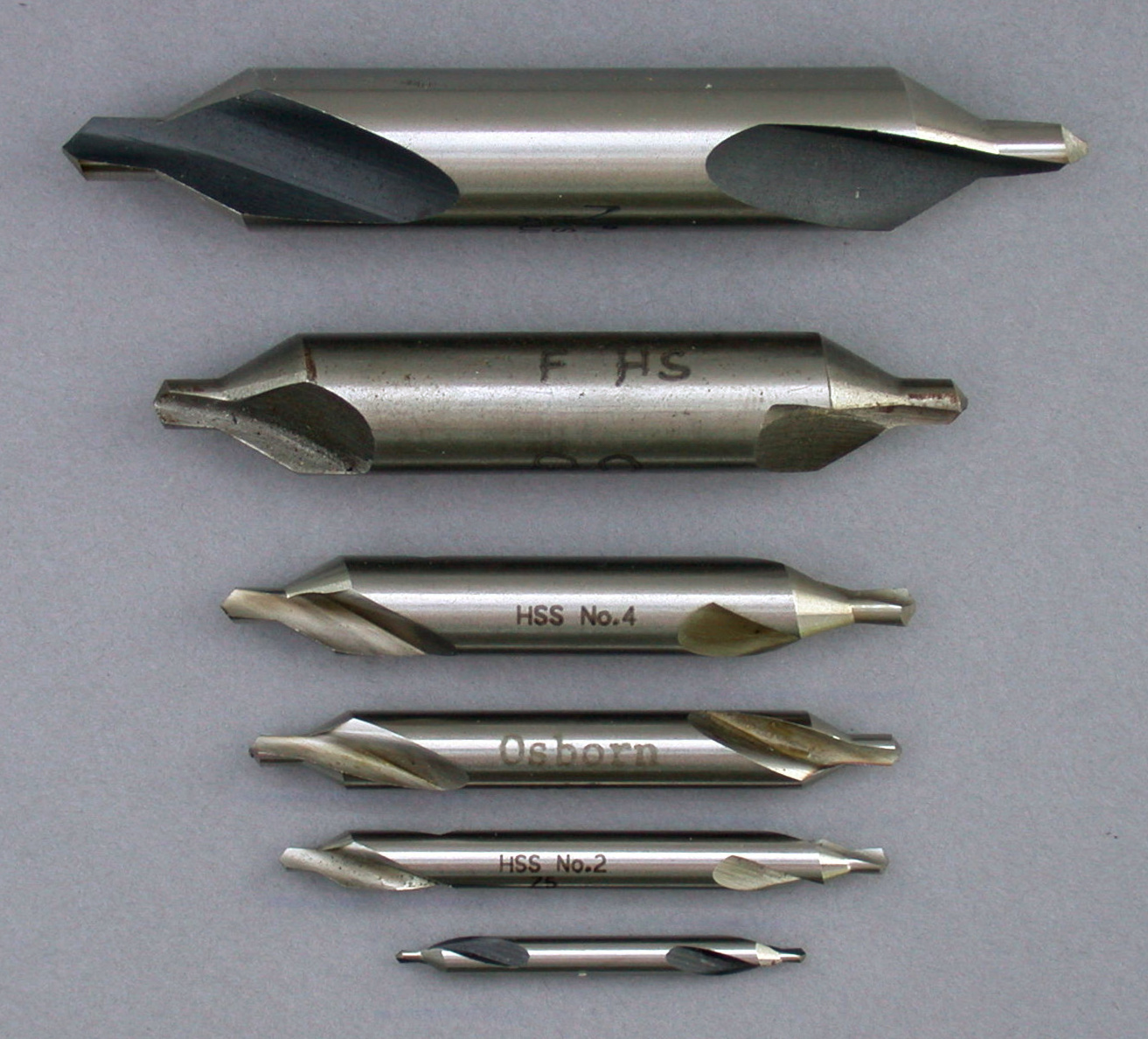
Brocas de centrar de acero rápido

Herramienta de metal duro soldada

Las herramientas de torneado se diferencian en dos factores, el material del que están constituidas y el tipo de operación que realizan. Según el material constituyente, las herramientas pueden ser de acero rápido, metal duro soldado o plaquitas de metal duro (widia) intercambiables.

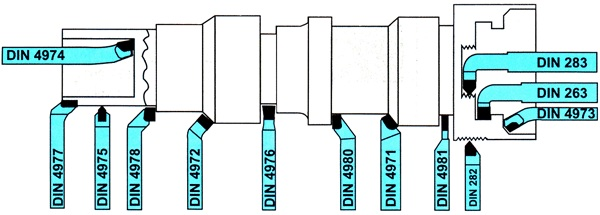
Herramientas para diversos mecanizados

La tipología de las herramientas de metal duro está normalizada de acuerdo con el material que se mecanice, puesto que cada material ofrece unas resistencias diferentes. El código ISO para herramientas de metal duro se recoge en la tabla más abajo.
Cuando la herramienta es de acero rápido o tiene la plaquita de metal duro soldada en el portaherramientas, cada vez que el filo se desgasta hay que desmontarla y afilarla correctamente con los ángulos de corte específicos en una afiladora. Esto ralentiza bastante el trabajo porque la herramienta se tiene que enfriar constantemente y verificar que el ángulo de incidencia del corte este correcto. Por ello, cuando se mecanizan piezas en serie lo normal es utilizar portaherramientas con plaquitas intercambiables, que tienen varias caras de corte de usar y tirar y se reemplazan de forma muy rápida.

### Características de las plaquitas de metal duro

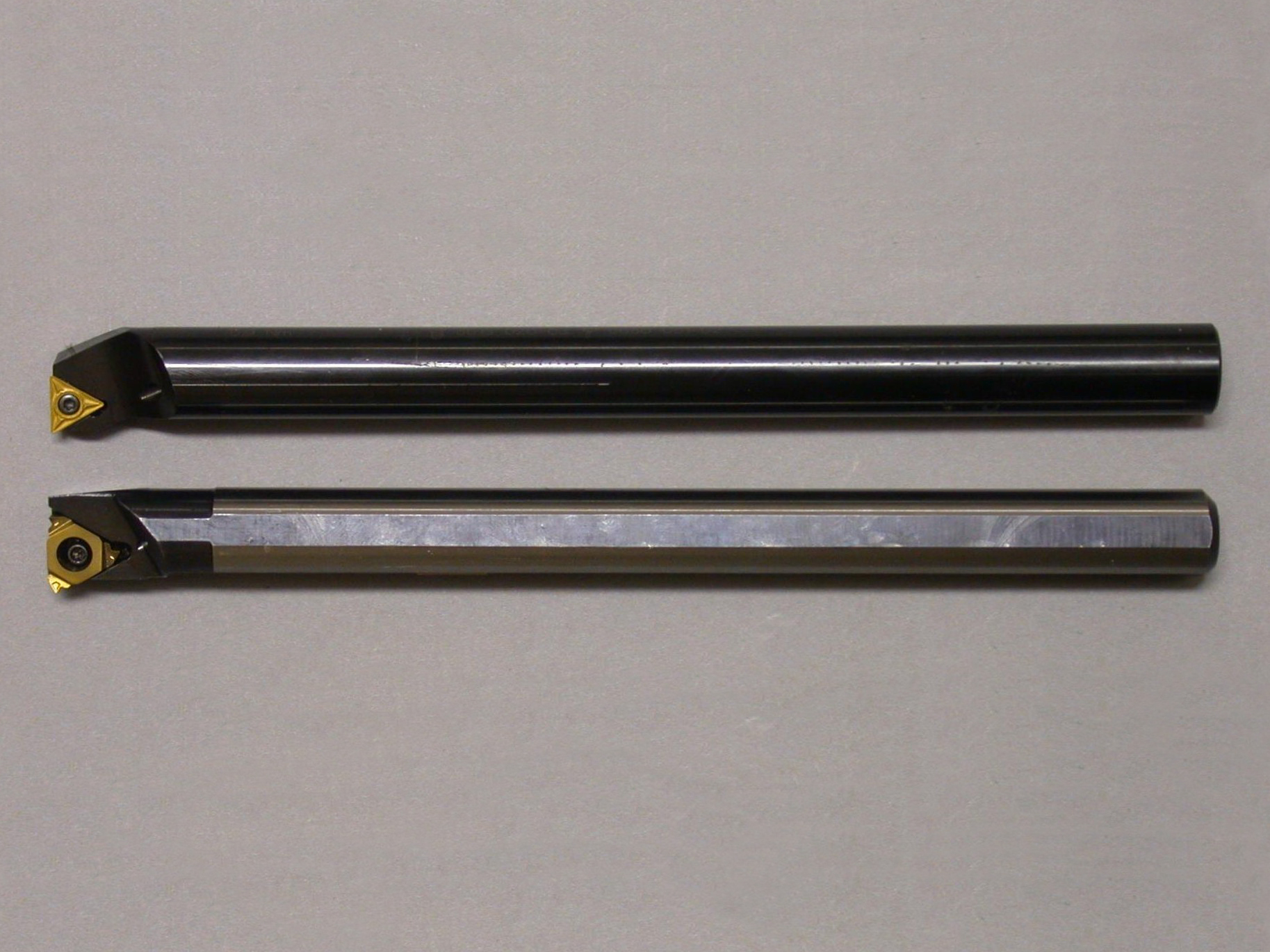
Herramientas de roscar y mandrinar

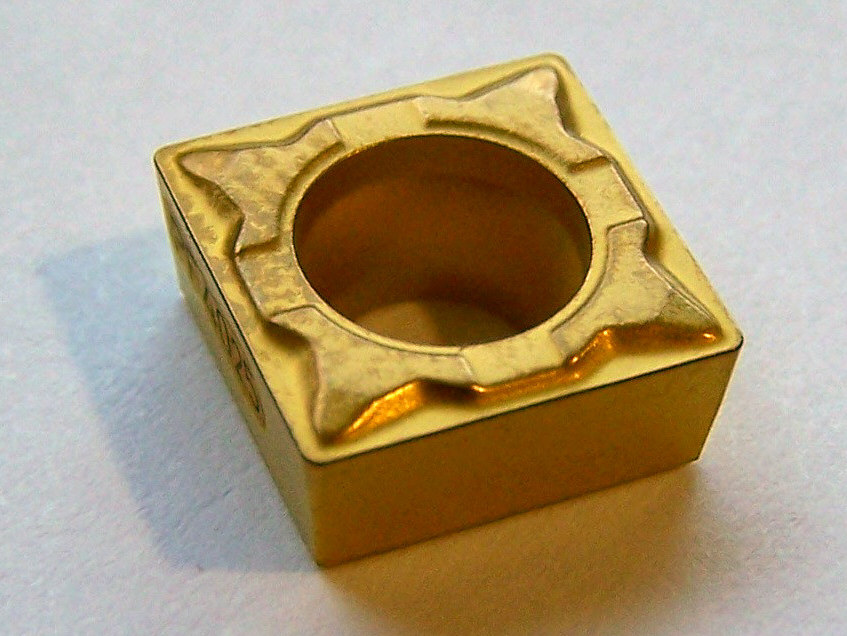
Plaquita de tornear de metal duro

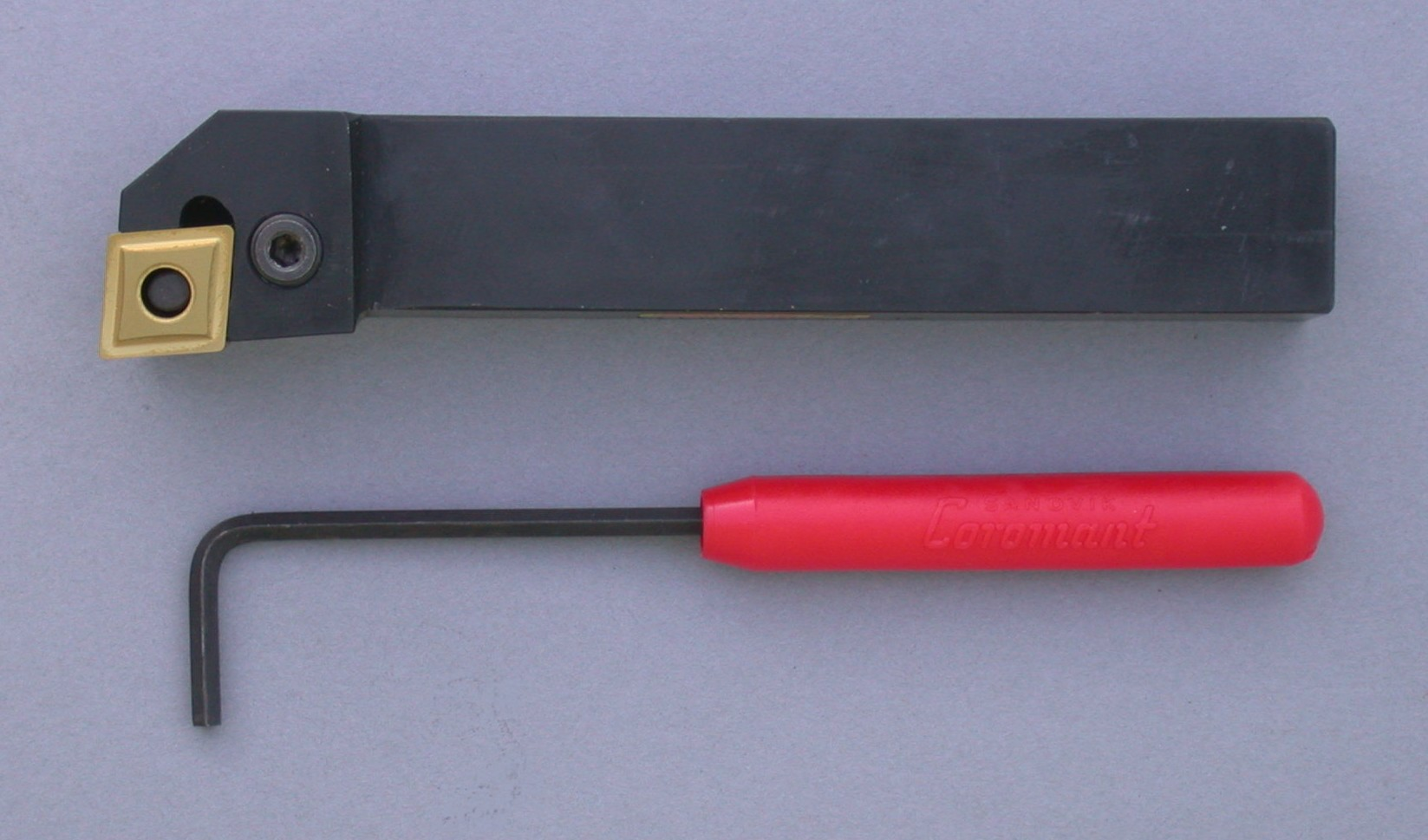
Herramienta de torneado exterior plaquita de widia cambiable

La calidad de las plaquitas de metal duro (widia) se selecciona teniendo en cuenta el material de la pieza, el tipo de aplicación y las condiciones de mecanizado. 
La variedad de las formas de las plaquitas es grande y está normalizada. Asimismo la variedad de materiales de las herramientas modernas es considerable y está sujeta a un desarrollo continuo.
Los principales materiales de herramientas para torneado son los que se muestran en la tabla siguiente.
| Materiales                | Símbolos   |
| ------------------------- | ---------- |
| Metales duros recubiertos | HC         |
| Metales duros             | H          |
| Cermets                   | HT, HC     |
| Cerámicas                 | CA, CN, CC |
| Nitruro de boro cúbico    | BN         |
| Diamantes policristalinos | DP, HC     |

La adecuación de los diferentes tipos de plaquitas según sea el material a mecanizar se indican a continuación y se clasifican según una Norma ISO/ANSI para indicar las aplicaciones en relación con la resistencia y la tenacidad que tienen.
| Serie   | ISO                        | Características |
| ------- | -------------------------- | --- |
| Serie P | ISO 01, 10, 20, 30, 40, 50 | Ideales para el mecanizado de acero, acero fundido, y acero maleable de viruta larga.                                                                                   |
| Serie M | ISO 10, 20, 30, 40         | Ideales para tornear acero inoxidable, ferrítico y martensítico, acero fundido, acero al manganeso, fundición aleada, fundición maleable y acero de fácil mecanización. |
| Serie K | ISO 01, 10, 20, 30         | Ideal para el torneado de fundición gris, fundición en coquilla, y fundición maleable de viruta corta.                                                                  |
| Serie N | ISO 01, 10. 20, 30         | Ideal para el torneado de metales no-férreos |
| Serie S |                            | Pueden ser de base de níquel o de base de titanio. Ideales para el mecanizado de aleaciones termorresistentes y súperaleaciones.                                        |
| Serie H | ISO 01, 10, 20, 30         | Ideal para el torneado de materiales endurecidos. |

### Código de formatos de las plaquitas de metal duro
Como hay tanta variedad en las formas geométricas, tamaños y ángulos de corte, existe una codificación normalizada compuesta de cuatro letras y seis números donde cada una de estas letras y números indica una característica determinada del tipo de plaquita correspondiente. 
Ejemplos de código de plaquita: SNMG 160408 HC
| Primera letra | Forma geométrica |
| ------------- | ---------------- |
| C             | Rómbica 80°      |
| D             | Rómbica 55°      |
| L             | Rectangular      |
| R             | Redonda          |
| S             | Cuadrada         |
| T             | Triangular       |
| V             | Rómbica 35°      |
| W             | Hexagonal 80°    |

| Segunda letra | Ángulo de incidencia |
| ------------- | -------------------- |
| A             | 3°                   |
| B             | 5°                   |
| C             | 7°                   |
| D             | 15°                  |
| E             | 20°                  |
| F             | 25°                  |
| G             | 30°                  |
| N             | 0°                   |
| P             | 11°                  |

| Tercera letra | Tolerancia dimensional |
| ------------- | ---------------------- |
| J             | Menor Mayor            |
| K             | Menor Mayor            |
| L             | Menor Mayor            |
| M             | Menor Mayor            |
| N             | Menor Mayor            |
| U             | Menor Mayor            |

| Cuarta letra | Tipo de sujeción                              |
| ------------ | --------------------------------------------- |
| A            | Agujero sin avellanar                         |
| G            | Agujero con rompevirutas en dos caras         |
| M            | Agujero con rompevirutas en una cara          |
| N            | Sin agujero ni rompevirutas                   |
| W            | Agujero avellanado en una cara                |
| T            | Agujero avellanado y rompevirutas en una cara |
| R            | Sin agujero y con rompevirutas en una cara    |
| X            | No estándar (Diseño especial)                 |

Las dos primeras cifras indican en milímetros la longitud de la arista de corte de la plaquita.
Las dos cifras siguientes indican en milímetros el espesor de la plaquita.
Las dos últimas cifras indican en décimas de milímetro el radio de punta de la plaquita.

## Especificaciones técnicas de los tornos
Principales especificaciones técnicas de los tornos convencionales:

### Capacidad
- Altura de puntos;
- distancia entre puntos;
- diámetro admitido sobre bancada o volteo, se mide del centro del husillo al inicio de la bancada
- diámetro admitido sobre escote;
- diámetro admitido sobre carro transversal;
- ancho de la bancada;
- longitud del escote delante del plato liso.

### Cabezal fijo
- caja Norton
- Diámetro del agujero del husillo principal o paso de barra;
- nariz del husillo principal; o nariz de husillo secundario
- cono Morse del husillo principal;
- gama de velocidades del cabezal (habitualmente en rpm);

- número de velocidades.

### Carros
- Recorrido del carro transversal;
- recorrido del "charriot" o carro superior;
- dimensiones máximas de la herramienta,
- gama de avances longitudinales;
- gama de avances transversales.
- recorrido del avance automático (carro longitudinal)
- recorrido del avance automático (carro transversal).

### Roscado
- Gama de pasos métricos;
- gama de pasos Whitworth;
- gama de pasos modulares;
- gama de pasos Diametral Pitch;
- paso del husillo patrón.

### Cabezal móvil
El cabezal móvil está compuesto por dos piezas, que en general son de fundición. Una de ellas, el soporte, se apoya sobre las guías principales del torno, sobre las que se puede fijar o trasladar desde el extremo opuesto al cabezal. La otra pieza se ubica sobre la anterior y tiene un husillo que se acciona con una manivela para el desplazamiento longitudinal del contrapunto, encajándolo con la presión adecuada en un agujero cónico ciego, denominado punto de centrado, practicado sobre el extremo de la pieza opuesto al cabezal fijo.

### Motores
- Potencia del motor principal (habitualmente en kW);
- potencia de la motobomba de refrigerante (en kW).

### Lunetas
No todos los tipos de tornos tienen las mismas especificaciones técnicas. Por ejemplo los tornos verticales no tienen contrapunto y solo se mecanizan las piezas sujetas al aire. El roscado a máquina con Caja Norton solo lo tienen los tornos paralelos.

## Movimientos de trabajo en la operación de torneado
- Movimiento de corte: por lo general se imparte a la pieza que gira rotacionalmente sobre su eje principal. Este movimiento lo imprime un motor eléctrico que transmite su giro al husillo principal mediante un sistema de poleas o engranajes. El husillo principal tiene acoplado a su extremo distintos sistemas de sujeción (platos de garras, pinzas, mandrinos auxiliares u otros), los cuales sujetan la pieza a mecanizar. Los tornos tradicionales tienen una gama fija de velocidades de giro, sin embargo los tornos modernos de Control Numérico la velocidad de giro del cabezal es variable y programable y se adapta a las condiciones óptimas que el mecanizado permite.
- Movimiento de avance: es el movimiento de la herramienta de corte en la dirección del eje de la pieza que se está trabajando. En combinación con el giro impartido al husillo, determina el espacio recorrido por la herramienta por cada vuelta que da la pieza. Este movimiento también puede no ser paralelo al eje, produciéndose así conos. En ese caso se gira el carro charriot, ajustando en una escala graduada el ángulo requerido, que será la mitad de la conicidad deseada. Los tornos convencionales tiene una gama fija de avances, mientras que los tornos de Control Numérico los avances son programables de acuerdo a las condiciones óptimas de mecanizado y los desplazamientos en vacío se realizan a gran velocidad.
- Profundidad de pasada: movimiento de la herramienta de corte que determina la profundidad de material arrancado en cada pasada. La cantidad de material factible de ser arrancada depende del perfil del útil de corte usado, el tipo de material mecanizado, la velocidad de corte, potencia de la máquina, avance, etc.
- Nonios de los carros: para regular el trabajo de torneado los carros del torno llevan incorporado unos nonios en forma de tambor graduado, donde cada división indica el desplazamiento que tiene el carro, ya sea el longitudinal, el transversal o el charriot. La medida se va conformando de forma manual por el operador de la máquina por lo que se requiere que sea una persona muy experta quien lo manipule si se trata de conseguir dimensiones con tolerancias muy estrechas. Los tornos de control numérico ya no llevan nonios sino que las dimensiones de la pieza se introducen en el programa y estas se consiguen automáticamente.

## Operaciones de torneado

### Cilindrado

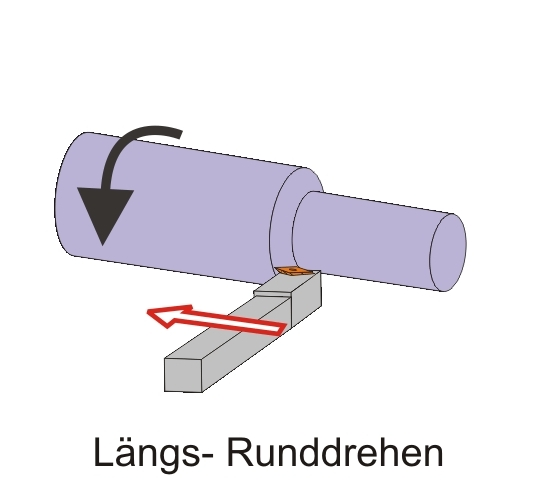
Esquema de torneado cilíndrico

Esta operación consiste en el mecanizado exterior o interior al que se someten las piezas que tienen mecanizados cilíndricos. Para poder efectuar esta operación, con el carro transversal se regula la profundidad de pasada y, por tanto, el diámetro del cilindro, y con el carro paralelo se regula la longitud del cilindro. El carro paralelo avanza de forma automática de acuerdo al avance de trabajo deseado. En este procedimiento, el acabado superficial y la tolerancia que se obtenga puede ser un factor de gran relevancia. Para asegurar calidad al cilindrado el torno tiene que tener bien ajustada su alineación y concentricidad.
El cilindrado se puede hacer con la pieza al aire sujeta en el plato de garras, si es corta, o con la pieza sujeta entre puntos y un perno de arrastre, o apoyada en luneta fija o móvil si la pieza es de grandes dimensiones y peso. Para realizar el cilindrado de piezas o ejes sujetos entre puntos, es necesario previamente realizar los puntos de centraje en los ejes.
Cuando el cilindrado se realiza en el hueco de la pieza se llama mandrinado.

### Refrentado

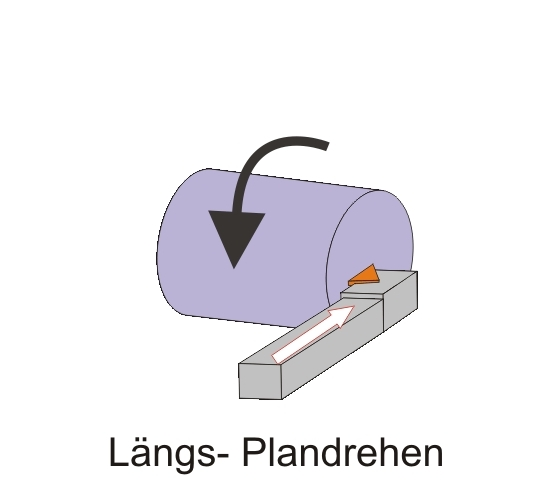
Esquema funcional de refrentado

La operación de refrentado consiste en un mecanizado frontal y perpendicular al eje de las piezas que se realiza para producir un buen acoplamiento en el montaje posterior de las piezas torneadas. Esta operación también es conocida como fronteado. La problemática que tiene el refrentado es que la velocidad de corte en el filo de la herramienta va disminuyendo a medida que avanza hacia el centro, lo que ralentiza la operación. Para mejorar este aspecto muchos tornos modernos incorporan variadores de velocidad en el cabezal de tal forma que se puede ir aumentando la velocidad de giro de la pieza.

### Ranurado

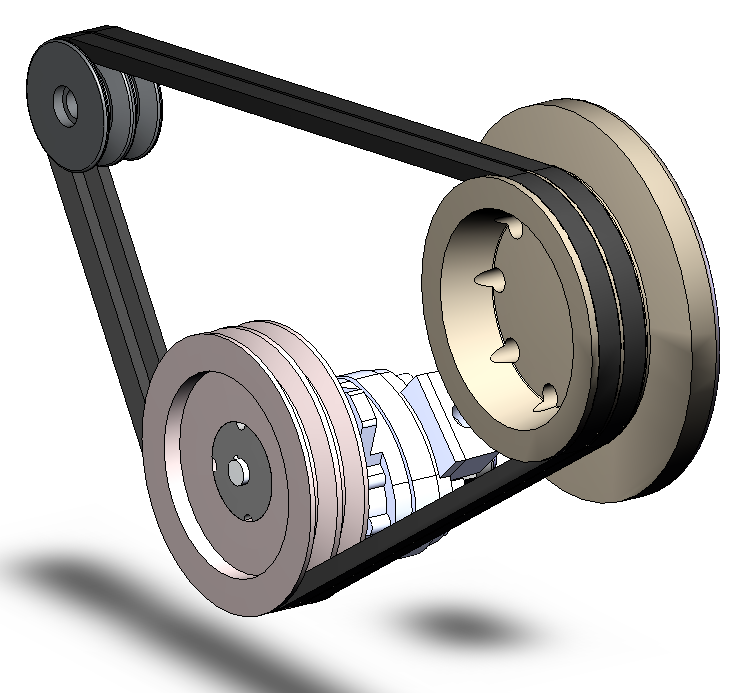
Poleas torneadas

El ranurado consiste en mecanizar unas ranuras cilíndricas de anchura y profundidad variable en las piezas que se tornean, las cuales tienen muchas utilidades diferentes. Por ejemplo, para alojar una junta tórica, para salida de rosca, para arandelas de presión, etc. En este caso la herramienta tiene ya conformado el ancho de la ranura y actuando con el carro transversal se le da la profundidad deseada. Los canales de las poleas son un ejemplo claro de ranuras torneadas.

### Roscado en el torno
Hay dos sistemas de realizar roscados en los tornos, de un lado la tradicional que utilizan los tornos paralelos, mediante la Caja Norton, y de otra la que se realiza con los tornos CNC, donde los datos de la roscas van totalmente programados y ya no hace falta la caja Norton para realizarlo.
Para efectuar un roscado con herramienta hay que tener en cuenta lo siguiente:
- Las roscas pueden ser exteriores (tornillos) o bien interiores (tuercas), debiendo ser sus magnitudes coherentes para que ambos elementos puedan enroscarse.
- Los elementos que figuran en la tabla son los que hay que tener en cuenta a la hora de realizar una rosca en un torno:

| \| \| Rosca exterior o macho \| Rosca interior o hembra \| \| - \| ----------------------- \| ----------------------- \| \| 1 \| Fondo o base \| Cresta o vértice \| \| 2 \| Cresta o vértice \| Fondo o base \| \| 3 \| Flanco \| Flanco \| \| 4 \| Diámetro del núcleo \| Diámetro del taladro \| \| 5 \| Diámetro exterior \| Diámetro interior \| \| 6 \| Profundidad de la rosca \| Profundidad de la rosca \| \| 7 \| Paso \| Paso \| |                         |                         |
| | Rosca exterior o macho  | Rosca interior o hembra |
| 1 | Fondo o base            | Cresta o vértice        |
| 2 | Cresta o vértice        | Fondo o base            |
| 3 | Flanco                  | Flanco                  |
| 4 | Diámetro del núcleo     | Diámetro del taladro    |
| 5 | Diámetro exterior       | Diámetro interior       |
| 6 | Profundidad de la rosca | Profundidad de la rosca |
| 7 | Paso                    | Paso                    |

Para efectuar el roscado hay que realizar previamente las siguientes tareas:
- Tornear previamente al diámetro que tenga la rosca
- Preparar la herramienta de acuerdo con los ángulos del filete de la rosca.
- Establecer la profundidad de pasada que tenga que tener la rosca hasta conseguir el perfil adecuado.

#### Roscado en torno paralelo
Una de las tareas que pueden ejecutarse en un torno paralelo es efectuar roscas de diversos pasos y tamaños tanto exteriores sobre ejes o interiores sobre tuercas. Para ello los tornos paralelos universales incorporan un mecanismo llamado Caja Norton, que facilita esta tarea y evita montar un tren de engranajes cada vez que se quisiera efectuar una rosca. 
La caja Norton es un mecanismo compuesto de varios engranajes que fue inventado y patentado en 1890, que se incorpora a los tornos paralelos y dio solución al cambio manual de engranajes para fijar los pasos de las piezas a roscar. Esta caja puede constar de varios trenes desplazables de engranajes o bien de uno basculante y un cono de engranajes. La caja conecta el movimiento del cabezal del torno con el carro portaherramientas que lleva incorporado un husillo de rosca cuadrada. 
El sistema mejor conseguido incluye una caja de cambios con varias reductoras. De esta manera con la manipulación de varias palancas se pueden fijar distintas velocidades de avance de carro portaherramientas, permitiendo realizar una gran variedad de pasos de rosca tanto métricos como Whitworth. Las hay en baño de aceite y en seco, de engranajes tallados de una forma u otra, pero básicamente es una caja de cambios.
En la figura se observa cómo partiendo de una barra hexagonal se mecaniza un tornillo. Para ello se realizan las siguientes operaciones:
1. Se cilindra el cuerpo del tornillo dejando la cabeza hexagonal en sus medidas originales.
2. Se achaflana la entrada de la rosca y se refrenta la punta del tornillo.
3. Se ranura la garganta donde finaliza la rosca junto a la cabeza del tornillo.
4. Se rosca el cuerpo del tornillo, dando lugar a la pieza finalizada.

Este mismo proceso se puede hacer partiendo de una barra larga, tronzando finalmente la parte mecanizada.

### Moleteado

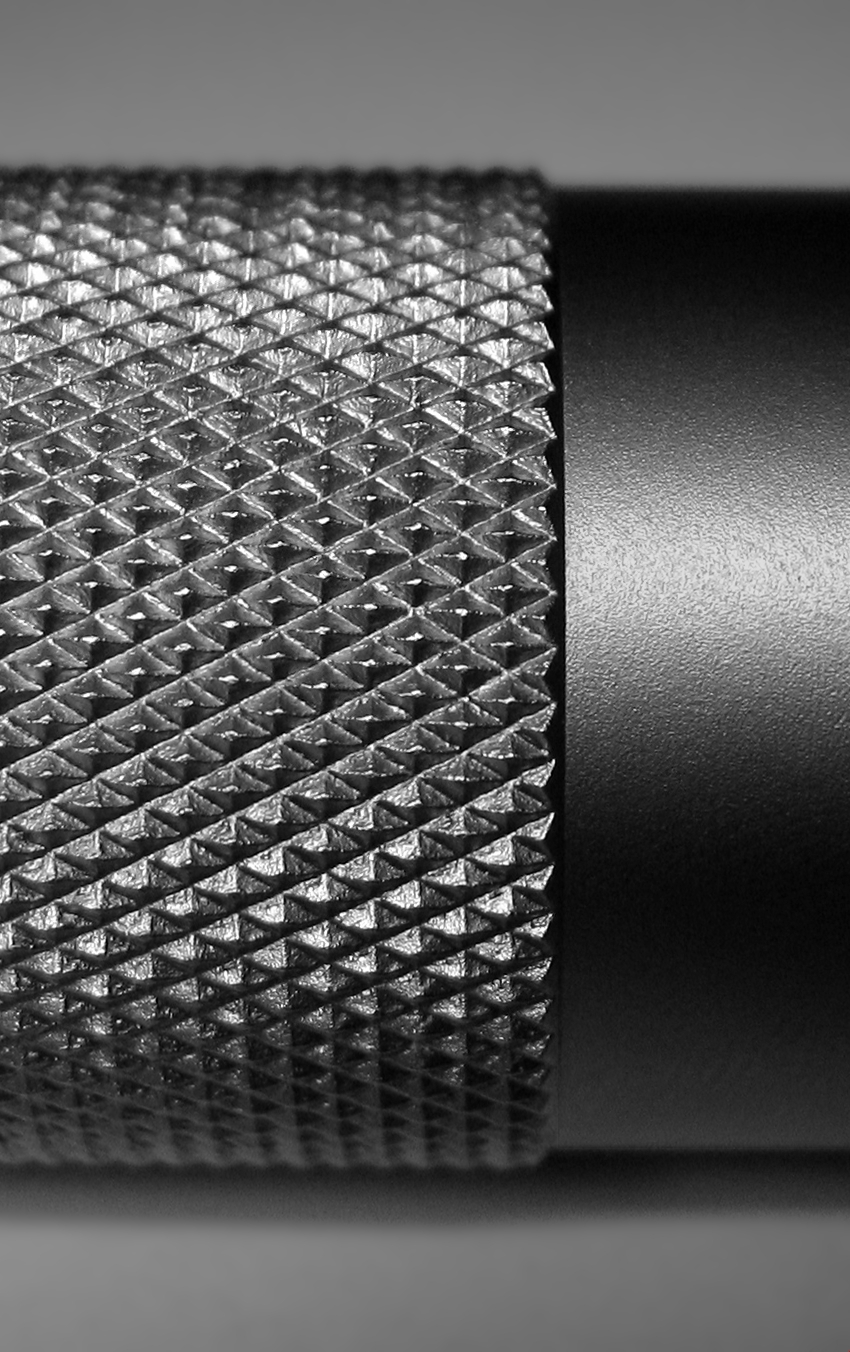
Eje moleteado

El moleteado es un proceso de conformado en frío del material mediante unas moletas que presionan la pieza mientras da vueltas. Dicha deformación produce un incremento del diámetro de partida de la pieza. El moleteado se realiza en piezas que se tengan que manipular a mano, que generalmente vayan roscadas para evitar su resbalamiento que tendrían en caso de que tuviesen la superficie lisa.
El moleteado se realiza en los tornos con unas herramientas que se llaman moletas, de diferente paso y dibujo.
Un ejemplo de moleteado es el que tienen las monedas de 50 céntimos de euro, aunque en este caso el moleteado es para que los invidentes puedan identificar mejor la moneda.
El moleteado por deformación se puede ejecutar de dos maneras:
- Radialmente, cuando la longitud moleteada en la pieza coincide con el espesor de la moleta a utilizar.
- Longitudinalmente, cuando la longitud excede al espesor de la moleta. Para este segundo caso la moleta siempre ha de estar biselada en sus extremos.

### Torneado de conos
Un cono o un tronco de cono de un cuerpo de generación viene definido por los siguientes conceptos:
- Diámetro mayor
- Diámetro menor
- Longitud
- Ángulo de inclinación
- Conicidad

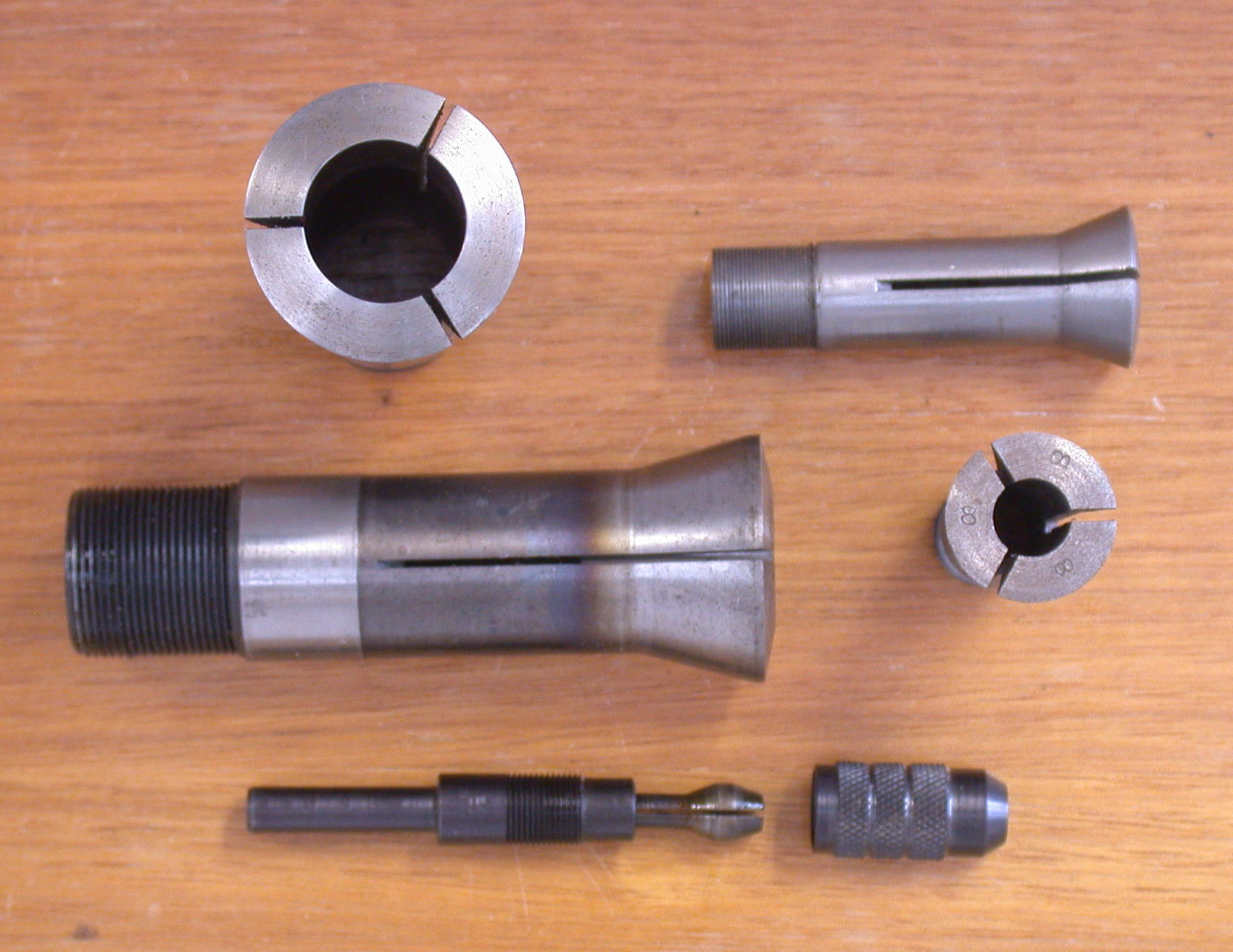
Pinzas cónicas portaherramientas

Los diferentes tornos mecanizan los conos de formas diferentes.
- En los tornos CNC no hay ningún problema porque, programando adecuadamente sus dimensiones, los carros transversales y longitudinales se desplazan de forma coordinada dando lugar al cono deseado.
- En los tornos copiadores tampoco hay problema porque la plantilla de copiado permite que el palpador se desplace por la misma y los carros actúen de forma coordinada.
- Para mecanizar conos en los tornos paralelos convencionales se puede hacer de dos formas diferentes. Si la longitud del cono es pequeña, se mecaniza el cono con el charriot inclinado según el ángulo del cono. Si la longitud del cono es muy grande y el eje se mecaniza entre puntos, entonces se desplaza la distancia adecuada el contrapunto según las dimensiones del cono.

Para calcular el ángulo de inclinación del carro se procede de la siguiente manera:
{\displaystyle \mathop {\mathrm {tg} } \beta ={\frac {D-d}{2L}},}
{\displaystyle \beta =\mathop {\mathrm {arctg} } {\frac {D-d}{2L}},}
donde {\displaystyle D} es el diámetro mayor, {\displaystyle d} es el diámetro menor y {\displaystyle L} es la longitud del cono.

### Torneado esférico

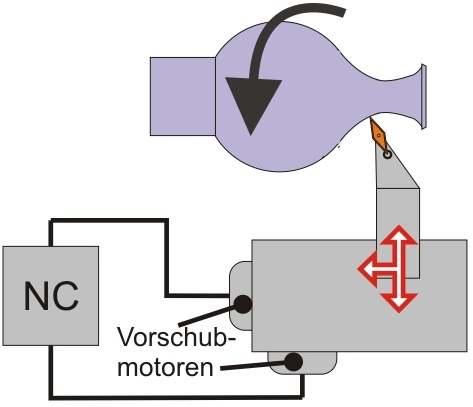
Esquema funcional torneado esférico

El torneado esférico, por ejemplo el de rótulas, no tiene ninguna dificultad si se realiza en un torno de Control Numérico porque, programando sus medidas y la función de mecanizado radial correspondiente, lo realizará de forma perfecta.
Si el torno es automático de gran producción, trabaja con barra y las rótulas no son de gran tamaño, la rótula se consigue con un carro transversal donde las herramientas están afiladas con el perfil de la rótula.
Hacer rótulas de forma manual en un torno paralelo presenta cierta dificultad para conseguir exactitud en la misma. En ese caso es recomendable disponer de una plantilla de la esfera e irla mecanizando de forma manual y acabarla con lima o rasqueta para darle el ajuste final.

### Segado o tronzado

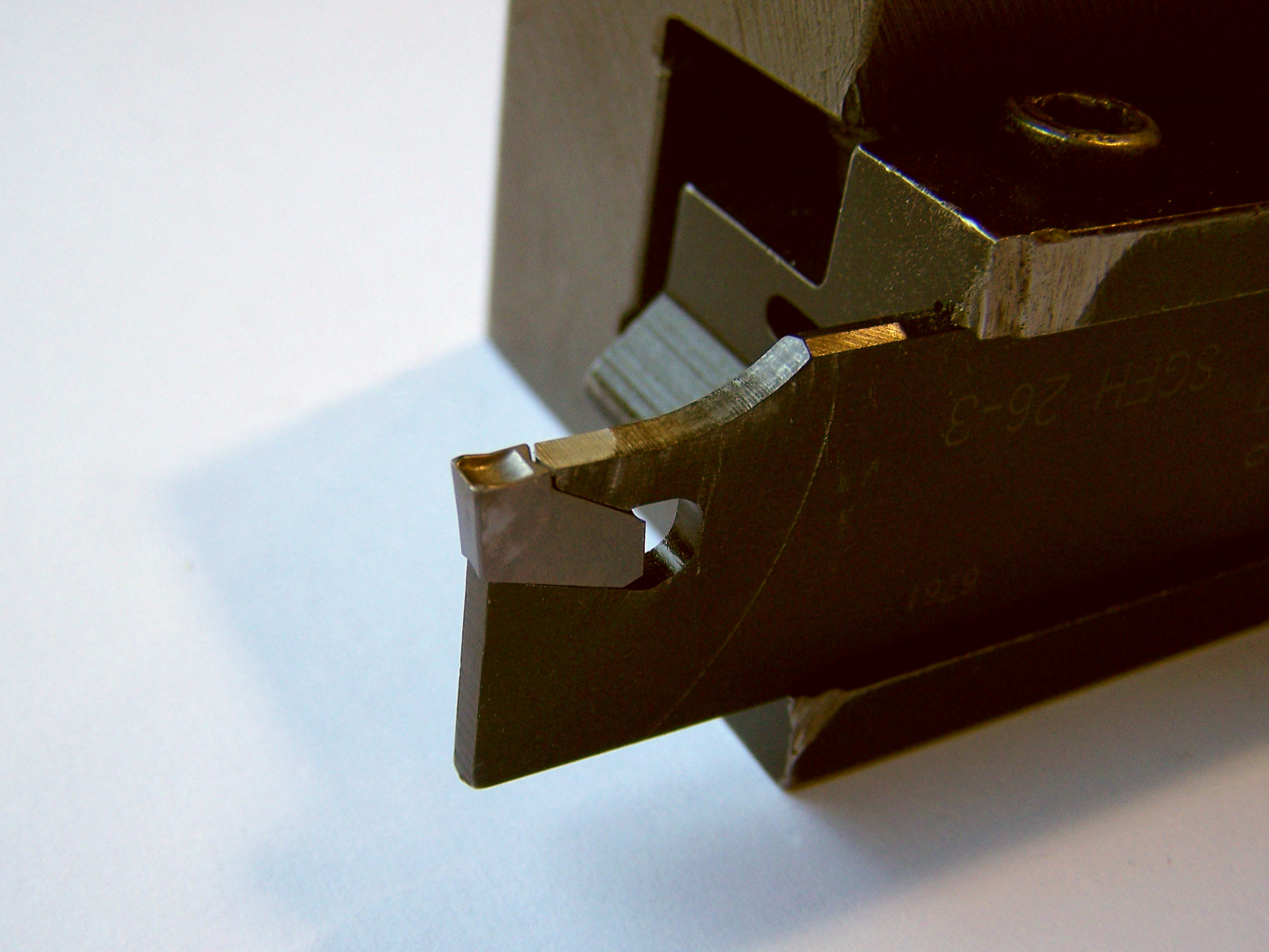
Herramienta de ranurar y segar

Se llama segado a la operación de torneado que se realiza cuando se trabaja con barra y al finalizar el mecanizado de la pieza correspondiente es necesario cortar la barra para separar la pieza de la misma. Para esta operación se utilizan herramientas muy estrechas con un saliente de acuerdo al diámetro que tenga la barra y permita con el carro transversal llegar al centro de la barra. Es una operación muy común en tornos revólver y automáticos alimentados con barra y fabricaciones en serie.

### Chaflanado
El chaflanado es una operación de torneado muy común que consiste en matar los cantos tanto exteriores como interiores para evitar cortes con los mismos y a su vez facilitar el trabajo y montaje posterior de las piezas. El chaflanado más común suele ser el de 1 mm por 45°. Este chaflán se hace atacando directamente los cantos con una herramienta adecuada.

### Mecanizado de excéntricas

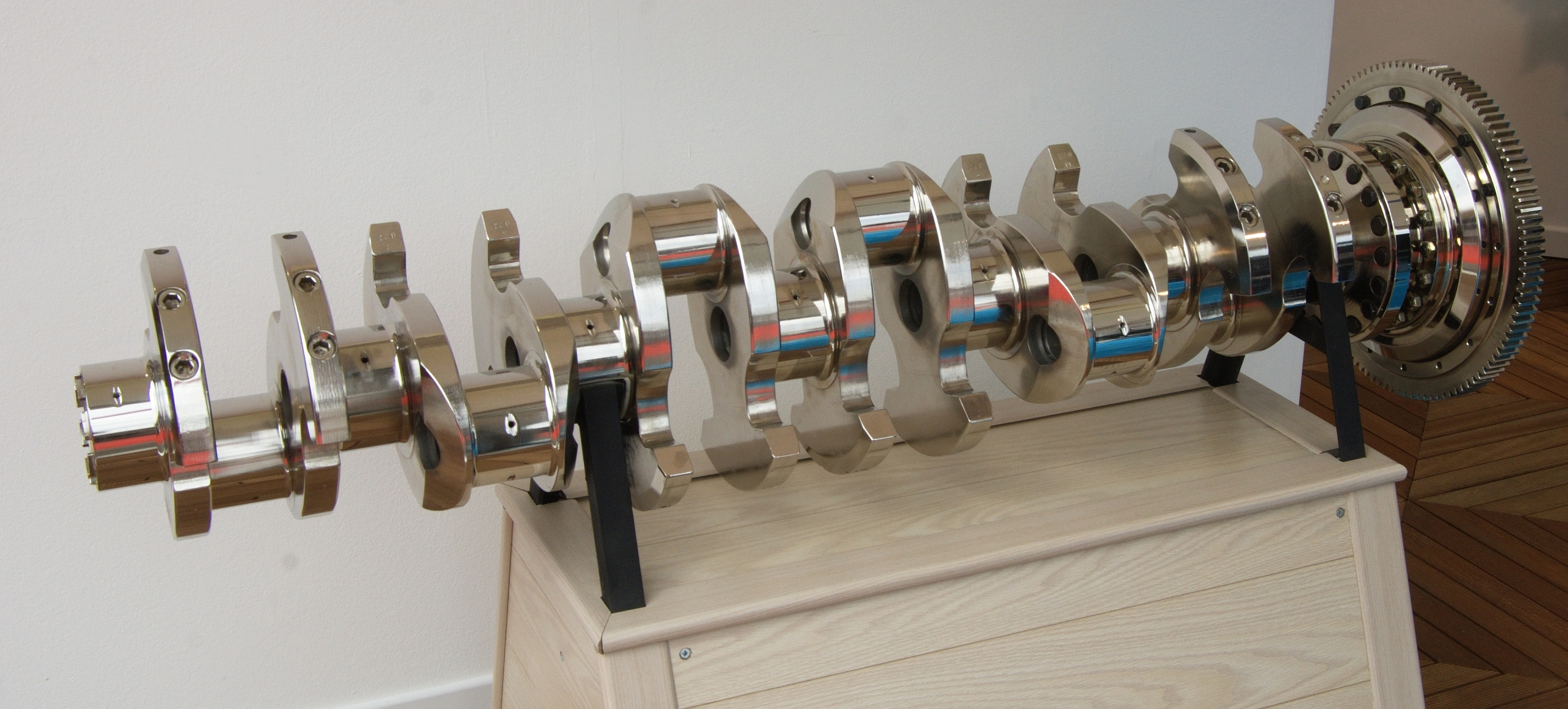
Cigüeñal de un motor de barco de 6 cilindros en línea, con 7 apoyos

Una excéntrica es una pieza que tiene dos o más cilindros con distintos centros o ejes de simetría, tal y como ocurre con los cigüeñales de motor, o los ejes de levas. Una excéntrica es un cuerpo de revolución y por tanto el mecanizado se realiza en un torno. Para mecanizar una excéntrica es necesario primero realizar los puntos de centraje de los diferentes ejes excéntricos en los extremos de la pieza que se fijará entre dos puntos.

### Mecanizado de espirales
Un espiral es una rosca tallada en un disco plano y mecanizada en un torno, mediante el desplazamiento oportuno del carro transversal. Para ello se debe calcular la transmisión que se pondrá entre el cabezal y el husillo de avance del carro transversal de acuerdo al paso de la rosca espiral. Es una operación poco común en el torneado. Ejemplo de rosca espiral es la que tienen en su interior los platos de garras de los tornos, la cual permite la apertura y cierre de las garras.

### Taladrado

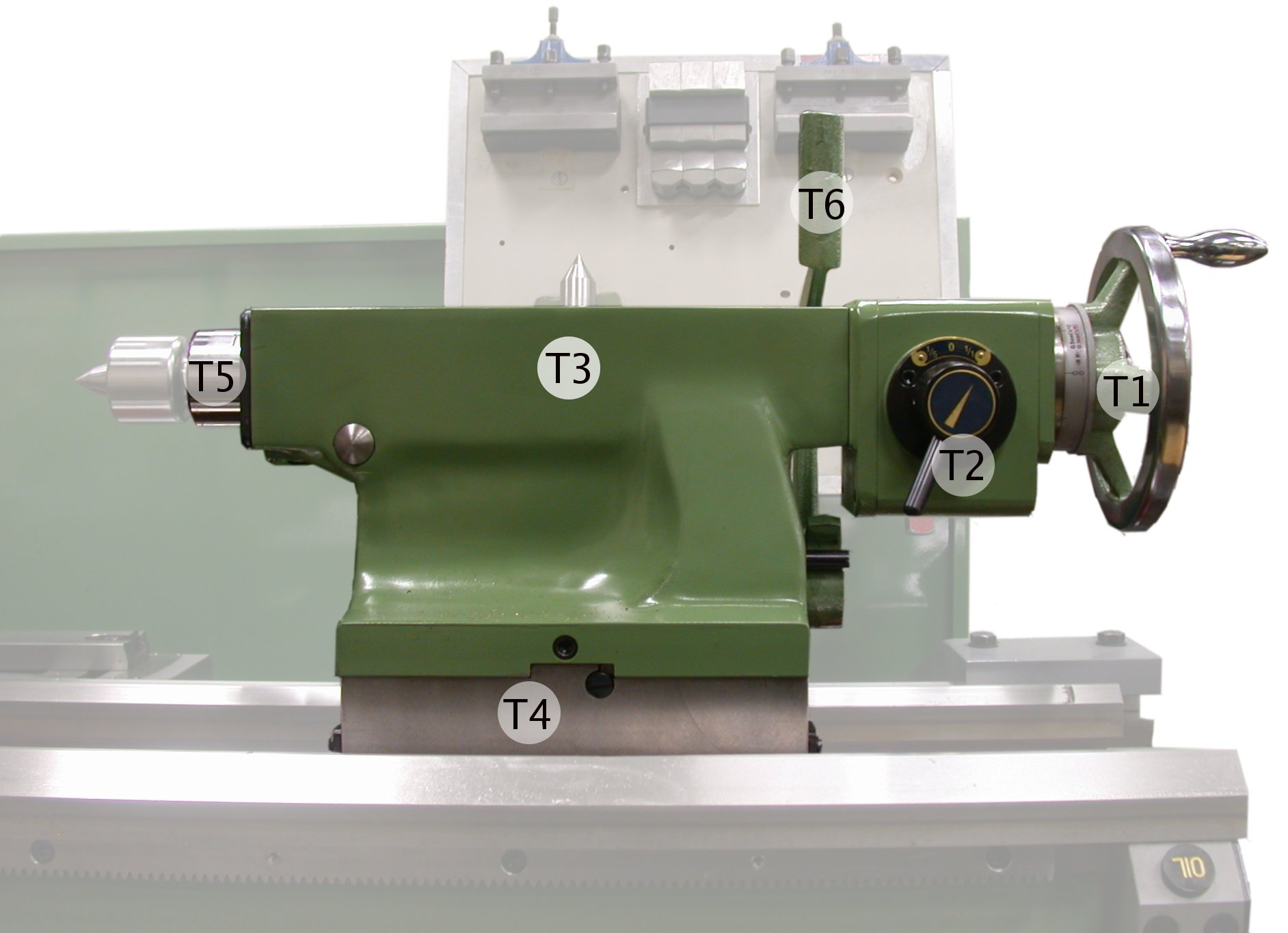
Contrapunto para taladrados

Muchas piezas que son torneadas requieren ser taladradas con brocas en el centro de sus ejes de rotación. Para esta tarea se utilizan brocas normales, que se sujetan en el contrapunto en un portabrocas o directamente en el alojamiento del contrapunto si el diámetro es grande. Las condiciones tecnológicas del taladrado son las normales de acuerdo a las características del material y tipo de broca que se utilice. Mención aparte merecen los procesos de taladrado profundo donde el proceso ya es muy diferente sobre todo la constitución de la broca que se utiliza.
No todos los tornos pueden realizar todas estas operaciones que se indican, sino que eso depende del tipo de torno que se utilice y de los accesorios o equipamientos que tenga.
Escariado
El escariado es un proceso de acabado que se utiliza para aumentar el tamaño de un orificio existente, mejorar el acabado de su superficie y producir un diámetro de orificio muy preciso.

## Parámetros de corte del torneado
Los parámetros de corte fundamentales que hay que considerar en el proceso de torneado son los siguientes:
- Elección del tipo de herramienta más adecuado
- Sistema de fijación de la pieza
- Velocidad de corte (Vc) expresada en metros/minuto
- Diámetro exterior del torneado
- Revoluciones por minuto (rpm) del cabezal del torno
- Avance en mm/rev, de la herramienta
- Avance en mm/mi de la herramienta
- Profundidad de pasada
- Esfuerzos de corte
- Tipo de torno y accesorios adecuados

### Velocidad de corte
Se define como velocidad de corte la velocidad lineal de la periferia de la pieza que está en contacto con la herramienta. La velocidad de corte, que se expresa en metros por minuto (m/min), tiene que ser elegida antes de iniciar el mecanizado y su valor adecuado depende de muchos factores, especialmente de la calidad y tipo de herramienta que se utilice, de la profundidad de pasada, de la dureza y la maquinabilidad que tenga el material que se mecanice y de la velocidad de avance empleada. Las limitaciones principales de la máquina son su gama de velocidades, la potencia de los motores y de la rigidez de la fijación de la pieza y de la herramienta. 
A partir de la determinación de la velocidad de corte se puede determinar las revoluciones por minuto que tendrá el cabezal del torno, según la siguiente fórmula:
{\displaystyle V_{c}\left(\mathrm {{\text{m}} \over {\text{min}}} \right)\ =\ {\frac {n\ \mathrm {(min^{-1})} \ \times \ \pi \times \ \mathrm {D_{c}(mm)} }{1000\left({{\text{mm}} \over {\text{m}}}\right)}}}
Donde Vc es la velocidad de corte, n es la velocidad de rotación de la pieza a maquinar y Dc es el diámetro de la pieza.
La velocidad de corte es el factor principal que determina la duración de la herramienta. Una alta velocidad de corte permite realizar el mecanizado en menos tiempo pero acelera el desgaste de la herramienta. Los fabricantes de herramientas y prontuarios de mecanizado, ofrecen datos orientativos sobre la velocidad de corte adecuada de las herramientas para una duración determinada de la herramienta, por ejemplo, 15 minutos. En ocasiones, es deseable ajustar la velocidad de corte para una duración diferente de la herramienta, para lo cual, los valores de la velocidad de corte se multiplican por un factor de corrección. La relación entre este factor de corrección y la duración de la herramienta en operación de corte no es lineal.
La velocidad de corte excesiva puede dar lugar a:
- Desgaste muy rápido del filo de corte de la herramienta.
- Deformación plástica del filo de corte con pérdida de tolerancia del mecanizado.
- Calidad del mecanizado deficiente; acabado superficial ineficiente.

La velocidad de corte demasiado baja puede dar lugar a: 
- Formación de filo de aportación en la herramienta.
- Efecto negativo sobre la evacuación de viruta.
- Baja productividad.
- Coste elevado del mecanizado.

### Velocidad de rotación de la pieza
La velocidad de rotación del cabezal del torno se expresa habitualmente en revoluciones por minuto (rpm). En los tornos convencionales hay una gama limitada de velocidades, que dependen de la velocidad de giro del motor principal y del número de velocidades de la caja de cambios de la máquina. En los tornos de control numérico, esta velocidad es controlada con un sistema de realimentación que habitualmente utiliza un variador de frecuencia y puede seleccionarse una velocidad cualquiera dentro de un rango de velocidades, hasta una velocidad máxima.
La velocidad de rotación de la herramienta es directamente proporcional a la velocidad de corte e inversamente proporcional al diámetro de la pieza.
{\displaystyle n\ ({\text{min}}^{-1})={V_{c}\left({{\text{m}} \over {\text{min}}}\right)*1000\left({{\text{mm}} \over {\text{m}}}\right) \over \pi *D_{c}({\text{mm}})}}

### Velocidad de avance
El avance o velocidad de avance en el torneado es la relativa entre la pieza y la herramienta, es decir, la velocidad con la que progresa el corte. El avance de la herramienta de corte es un factor muy importante en el proceso de torneado.
Cada herramienta puede cortar adecuadamente en un rango de velocidades de avance por cada revolución de la pieza, denominado avance por revolución (fz). Este rango depende fundamentalmente del diámetro de la pieza, de la profundidad de pasada, y de la calidad de la herramienta. Este rango de velocidades se determina experimentalmente y se encuentra en los catálogos de los fabricantes de herramientas. Además esta velocidad está limitada por las rigideces de las sujeciones de la pieza y de la herramienta y por la potencia del motor de avance de la máquina. El grosor máximo de viruta en mm es el indicador de limitación más importante para una herramienta. El filo de corte de las herramientas se prueba para que tenga un valor determinado entre un mínimo y un máximo de grosor de la viruta.
La velocidad de avance es el producto del avance por revolución por la velocidad de rotación de la pieza.
{\displaystyle F\ \mathrm {(mm/min)} \ =\ N\ \mathrm {(rpm)} \ \times F\ \mathrm {(mm/revoluci{\acute {o}}n)} }
Al igual que con la velocidad de rotación de la herramienta, en los tornos convencionales la velocidad de avance se selecciona de una gama de velocidades disponibles, mientras que los tornos de control numérico pueden trabajar con cualquier velocidad de avance hasta la máxima velocidad de avance de la máquina.
Efectos de la velocidad de avance
- Decisiva para la formación de viruta
- Afecta al consumo de potencia
- Contribuye a la tensión mecánica y térmica

La elevada velocidad de avance da lugar a:
- Buen control de viruta
- Menor tiempo de corte
- Menor desgaste de la herramienta
- Riesgo más alto de rotura de la herramienta
- Elevada rugosidad superficial del mecanizado.

La velocidad de avance baja da lugar a:
- Viruta más larga
- Mejora de la calidad del mecanizado
- Desgaste acelerado de la herramienta
- Mayor duración del tiempo de mecanizado
- Mayor coste del mecanizado

### Tiempo de torneado
{\displaystyle T\ {\text{(minutos)}}\ =\ {\frac {\text{Longitud de pasada (mm)}}{F\ {\text{(mm/minuto)}}}}}

### Fuerza específica de corte
La fuerza de corte es un parámetro necesario para poder calcular la potencia necesaria para efectuar un determinado mecanizado. Este parámetro está en función del avance de la herramienta, de la profundidad de pasada, de la velocidad de corte, de la maquinabilidad del material, de la dureza del material, de las características de la herramienta y del espesor medio de la viruta. Todos estos factores se engloban en un coeficiente denominado Kx. La fuerza específica de corte se expresa en N/mm².

### Potencia de corte
La potencia de corte Pc necesaria para efectuar un determinado mecanizado se calcula a partir del valor del volumen de arranque de viruta, la fuerza específica de corte y del rendimiento que tenga la máquina. Se expresa en kilovatios (kW).
Esta fuerza específica de corte Fc, es una constante que se determina por el tipo de material que se está mecanizando, geometría de la herramienta, espesor de viruta, etc.
Para poder obtener el valor de potencia correcto, el valor obtenido tiene que dividirse por un determinado valor (ρ) que tiene en cuenta la eficiencia de la máquina. Este valor es el porcentaje de la potencia del motor que está disponible en la herramienta puesta en el husillo.
{\displaystyle P_{c}={A_{c}*p*f*F_{c} \over 60*10^{6}*\rho }}
donde
- Pc es la potencia de corte (kW)
- Ac es el diámetro de la pieza (mm)
- f es la velocidad de avance (mm/min)
- Fc es la fuerza específica de corte (N/mm²)
- ρ es el rendimiento o la eficiencia de la máquina

## Factores que influyen en las condiciones tecnológicas del torneado
- Diseño y limitaciones de la pieza: tamaño, tolerancias del torneado, tendencia a vibraciones, sistemas de sujeción, acabado superficial, etc.
- Operaciones de torneado a realizar: cilindrados exteriores o interiores, refrentados, ranurados, desbaste, acabados, optimización para realizar varias operaciones de forma simultánea, etc.
- Estabilidad y condiciones de mecanizado: cortes intermitentes, voladizo de la pieza, forma y estado de la pieza, estado, potencia y accionamiento de la máquina, etc.
- Disponibilidad y selección del tipo de torno: posibilidad de automatizar el mecanizado, poder realizar varias operaciones de forma simultánea, serie de piezas a mecanizar, calidad y cantidad del refrigerante, etc.
- Material de la pieza: dureza, estado, resistencia, maquinabilidad, barra, fundición, forja, mecanizado en seco o con refrigerante, etc.
- Disponibilidad de herramientas: calidad de las herramientas, sistema de sujeción de la herramienta, acceso al distribuidor de herramientas, servicio técnico de herramientas, asesoramiento técnico.
- Aspectos económicos del mecanizado: optimización del mecanizado, duración de la herramienta, precio de la herramienta, precio del tiempo de mecanizado.

Aspectos especiales de las herramientas para mandrinar: se debe seleccionar el mayor diámetro de la barra posible y asegurarse una buena evacuación de la viruta. Seleccionar el menor voladizo posible de la barra. Seleccionar herramientas de la mayor tenacidad posible.

## Formación de viruta
El torneado ha evolucionado tanto que ya no se trata tan solo de arrancar material a gran velocidad, sino que los parámetros que componen el proceso tienen que estar estrechamente controlados para asegurar los resultados finales de economía calidad y precisión. En particular, la forma de tratar la viruta se ha convertido en un proceso complejo, donde intervienen todos los componentes tecnológicos del mecanizado, para que pueda tener el tamaño y la forma que no perturbe el proceso de trabajo. Si no fuera así se acumularían rápidamente masas de virutas largas y fibrosas en el área de mecanizado que formarían madejas enmarañadas e incontrolables.
La forma que toma la viruta se debe principalmente al material que se está cortando y puede ser tanto dúctil como quebradiza y frágil.
El avance con el que se trabaje y la profundidad de pasada suelen determinar en gran medida la forma de viruta. Cuando no bastan estas variables para controlar la forma de la viruta hay que recurrir a elegir una herramienta que lleve incorporado un rompevirutas eficaz.

## Mecanizado en seco y con refrigerante
Hoy en día el torneado en seco es completamente viable. Hay una tendencia reciente a efectuar los mecanizados en seco siempre que la calidad de la herramienta lo permita.
La inquietud se despertó durante los años 90, cuando estudios realizados en empresas de fabricación de componentes para automoción en Alemania pusieron de relieve el coste elevado de la refrigeración y sobre todo de su reciclado.
Sin embargo, el mecanizado en seco no es adecuado para todas las aplicaciones, especialmente para taladrados, roscados y mandrinados para garantizar la evacuación de las virutas.
Tampoco es recomendable tornear en seco materiales pastosos o demasiado blandos como el aluminio o el acero de bajo contenido en carbono ya que es muy probable que los filos de corte se embocen con el material que cortan, produciendo mal acabado superficial, dispersiones en las medidas de la pieza e incluso rotura de los filos de corte.
En el caso de mecanizar materiales de viruta corta como la fundición gris la taladrina es beneficiosa como agente limpiador, evitando la formación de nubes de polvo tóxicas.
La taladrina es imprescindible torneando materiales abrasivos tales como inoxidables, inconells, etc.
En el torneado en seco la maquinaria debe estar preparada para absorber sin problemas el calor producido en la acción de corte.
Para evitar sobrecalentamientos de husillos, etc., suelen incorporarse circuitos internos de refrigeración por aceite o aire.
Salvo excepciones y a diferencia del fresado el torneado en seco no se ha generalizado pero ha servido para que las empresas se hayan cuestionado usar taladrina solo en las operaciones necesarias y con el caudal necesario.
Es necesario evaluar con cuidado operaciones, materiales, piezas, exigencias de calidad y maquinaria para identificar los beneficios de eliminar el aporte de refrigerante.

## Puesta a punto de los tornos
Para que un torno funcione correctamente y garantice la calidad de sus mecanizados, es necesario que periódicamente se someta a una revisión y puesta a punto donde se ajustarán y verificarán todas sus funciones.
Las tareas más importantes que se realizan en la revisión de los tornos son las siguientes:
| Nivelación                             | Se refiere a nivelar la bancada y para ello se utilizará un nivel de precisión.                                                                              |
| Concentricidad del cabezal             | Se realiza con un reloj comparador y haciendo girar el plato a mano, se verifica la concentricidad del cabezal y si falla se ajusta y corrige adecuadamente. |
| Comprobación de redondez de las piezas | Se mecaniza un cilindro a un diámetro aproximado de 100 mm y con un reloj comparador de precisión se verifica la redondez del cilindro.                      |
| Alineación del eje principal           | Se fija en el plato un mandril de unos 300 mm de longitud, se monta un reloj en el carro longitudinal y se verifica si el eje está alineado o desviado.      |
| Alineación del contrapunto             | Se consigue mecanizando un eje de 300 mm sujeto entre puntos y verificando con un micrómetro de precisión si el eje ha salido cilíndrico o tiene conicidad.  |

Otras funciones como la precisión de los nonios se realizan de forma más esporádica principalmente cuando se estrena la máquina.

## Normas de seguridad en el torneado
Cuando se está trabajando en un torno, hay que observar una serie de requisitos para asegurarse de no tener ningún accidente que pudiese ocasionar cualquier pieza que fuese despedida del plato o la viruta si no sale bien cortada. Para ello la mayoría de tornos tienen una pantalla de protección. Pero también de suma importancia es el prevenir ser atrapado(a) por el movimiento rotacional de la máquina, por ejemplo por la ropa o por el cabello largo.

## Perfil de los profesionales torneros
Ante la diversidad de tornos que existe, también existen diferentes perfiles de los profesionales torneros dedicados a estas máquinas, entre los que se puede establecer la siguiente clasificación:

### Programadores de tornos de control numérico
Los tornos de control numérico (CNC), exigen en primer lugar de un técnico programador que elabore el programa de ejecución que tiene que realizar el torno para el mecanizado de una determinada. En este caso debe tratarse de un buen conocedor de factores que intervienen en el mecanizado en el torno como los siguientes:
- Prestaciones del torno
- Prestaciones y disponibilidad de herramientas
- Sujeción de las piezas
- Tipo de material a mecanizar y sus características de mecanización
- Uso de refrigerantes
- Cantidad de piezas a mecanizar
- Acabado superficial. Rugosidad
- Tolerancia de mecanización admisible.

Además deberá conocer bien los parámetros tecnológicos del torneado que son:
- Velocidad de corte óptima a que debe realizarse el torneado
- Avance óptimo del mecanizado
- Profundidad de pasada
- Velocidad de giro (RPM) del cabezal
- Sistema de cambio de herramientas.

A todos estos requisitos deben unirse una correcta interpretación de los planos de las piezas y la técnica de programación que utilice de acuerdo con el equipo que tenga el torno.

### Preparadores de tornos automáticos y de control numérico por computadora (CNC)
En las industrias donde haya instalados varios tornos automáticos de gran producción o tornos de control numérico por computadora (CNC), debe existir un profesional encargado de poner estas máquinas a punto cada vez que se produce un cambio en las piezas que se van a mecanizar porque es una tarea bastante compleja la puesta a punto de un torno automático o de control numérico.
Una vez que el torno ha sido preparado para un trabajo determinado, el control posterior del trabajo de la máquina suele encargarse a una persona de menor preparación técnica que solo debe ocuparse de que la calidad de las piezas mecanizadas se vaya cumpliendo dentro de las calidades de tolerancia y rugosidad exigidas. A veces un operario es capaz de atender a varios tornos automáticos, si estos tienen automatizados el sistema de alimentación de piezas mediante barras o autómatas.